# Everest
Il monte Everest è la vetta più alta della Terra con la sua altezza di 8848 m s.l.m.. Assieme ad altri "ottomila" è situato nella catena dell'Himalaya, al confine fra Nepal e Cina, e rientra nelle cosiddette Sette vette del pianeta.
L'Everest attrae molti scalatori da tutto il mondo. Alla cima si ascende per due principali vie di arrampicata: una che si avvicina alla vetta da sud in Nepal (conosciuta come "via standard") e l'altra da nord in Tibet.
Pur non ponendo sostanziali sfide tecniche di arrampicata sulla via standard, l'Everest presenta pericoli come il mal di montagna, condizioni meteorologiche estreme e vento, nonché insidie come valanghe e le cascate Khumbu. Molti corpi degli alpinisti che muoiono durante la salita rimangono sulla montagna.

## Toponimo
Il monte è chiamato Chomolungma ("madre dell'universo") in tibetano e Zhumulangma (珠穆朗瑪峰 pinyin: Zhūmùlǎngmǎ Fēng) in cinese. Il nome nepalese è Sagaramāthā (सगरमाथा, in sanscrito "dio del cielo"), ideato dallo storico nepalese Baburam Acharya e adottato ufficialmente dal governo del Nepal all'inizio negli anni sessanta.
Nel 1852 venne chiamato "Cima XV".
Il nome comunemente usato oggi fu introdotto nel 1865 dall'inglese Andrew Waugh, topografo generale dell'India, in onore del suo predecessore Sir George Everest, che al servizio della corona britannica lavorò per molti anni come supervisore dei geografi britannici in India.

## Descrizione orografica

### Conformazione

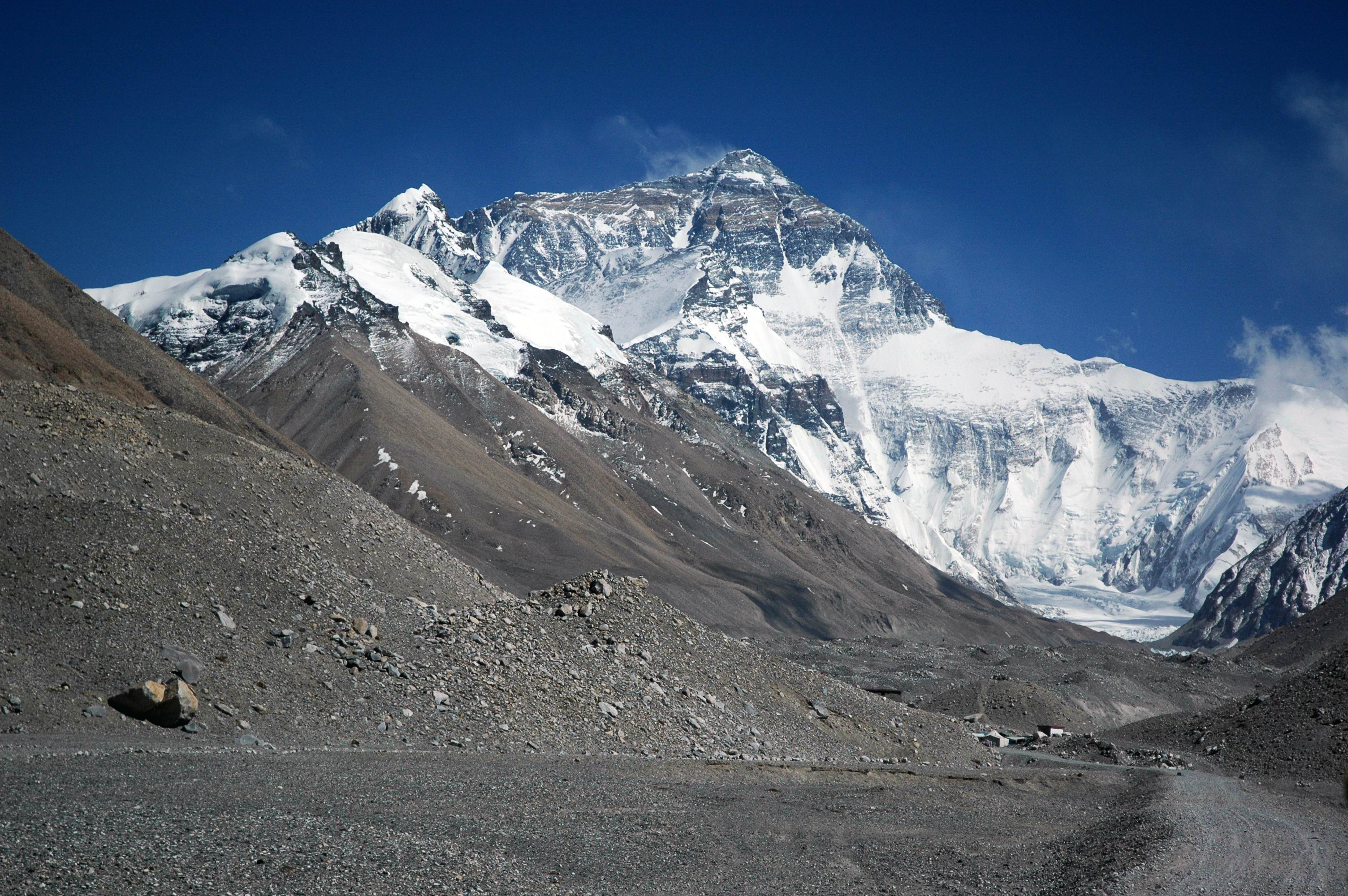
Ghiacciaio Rongbuk, versante nord dell'Everest

L'Everest ha la forma di una piramide, con tre pareti (nord, est e sud-ovest) e tre creste (nord-est, sud-est e ovest). La linea di confine tra Cina e Nepal passa lungo le creste ovest e sud-est, quindi solo la parete sud-ovest è nepalese.
- La parete nord (cinese) si affaccia sul ghiacciaio Rongbuk.
- La parete est (cinese) si affaccia sul ghiacciaio Kangshung.
- La parete sud-ovest (nepalese) si affaccia sul ghiacciaio Khumbu.
- La cresta nord-est divide le pareti nord ed est e inizia dal passo di Rapiu La (6 548 m). A metà cresta si diparte la cresta nord che procede verso settentrione fino al Colle Nord (7 066 m) che la congiunge al Changtse (7 543 m). La cresta nord divide così il ghiacciaio Rongbuk in una parte orientale e in una occidentale.
- La cresta sud-est divide le pareti sud-ovest ed est e inizia dal Colle Sud (7 906 m) che congiunge l'Everest con il Lhotse (8 516 m);
- La cresta ovest divide le pareti nord e sud-ovest e inizia dal passo di Lho La (6 026 m) che congiunge l'Everest con il Khumbutse (6 636 m).

### Infrastrutture
L'11 giugno 2013, in collaborazione con Huawei, China Mobile ha completato l'installazione di connessione veloce a tecnologia LTE a un'altitudine di 5200 metri.

### Altezza

Modello 3D dell'Everest

La storia della misurazione della quota altimetrica dell'Everest (e di altre grandi montagne dell'Himalaya e del Karakorum) parte nel 1816 da un articolo di Alexander von Humboldt su "Annales de Chemie et de Physique", che per primo si interessa dell'altezza delle montagne himalayane.
Nel frattempo si era già avviata la ciclopica campagna di misurazioni e livellazioni topografiche che sarebbe durata oltre 60 anni (dal 1802 al 1866), nota con il nome di GTS (Great Trigonometrical Survey), effettuata dagli inglesi del Survey of India, che rilevarono (per finalità non solo conoscitive ma anche di controllo dei territori occupati) tutta la penisola indiana fino alle lontane montagne. Nel 1852 un operatore indiano del Survey, Radhanath Sikdar, nel verificare i complessi calcoli sulle osservazioni strumentali eseguite dall’osservatorio nei pressi di Kathmandu, individuò per la prima volta tra le lontane vette dell'Himalaya una cima, che fu denominata Peak XV, come la più elevata e con incredibile precisione per la grande distanza le attribuì la quota di 29.002 ft (8.840 m). La misura fu ufficializzata nel 1856, e nel 1865 il Peak XV fu intitolato a G. Everest, British Surveyor General del GTS dal 1830 al 1843.

#### Difficoltà di misurazione
Le misurazioni di quota vengono effettuate riferendosi al livello del mare, una superficie "dinamica" che cambia giornalmente (le maree) e da stagione a stagione e che aumenta lentamente di anno in anno. Si tratta dunque di una superficie di per sé poco adatta per fare da riferimento, ma è tuttora il punto di paragone più semplice per una misura di quota. Nel caso di una montagna va inoltre considerata la distanza dal mare (nel caso dell'Everest l'oceano Indiano è a 700 km a sud, ma il mareografo di riferimento di Karachi in Pakistan sull'oceano Indiano è a oltre 2.000 km a ovest e quello di Qingdao adottato generalmente dai cinesi sul Mar Giallo è a oltre 3.200 km a est).

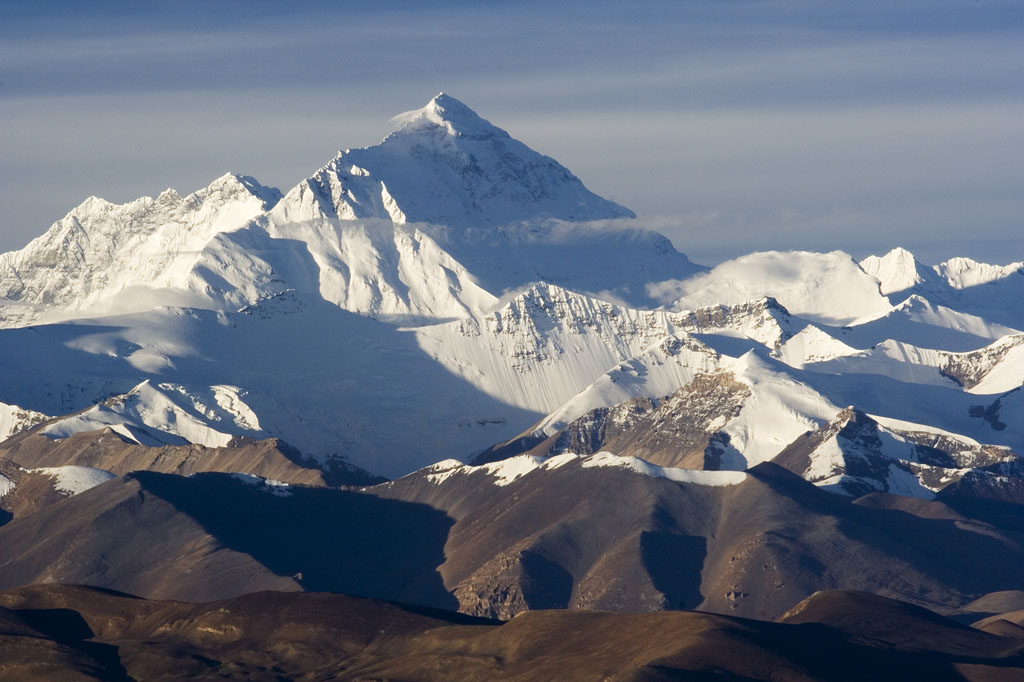
Versante nord cinese dell'Everest

Nelle misurazioni storiche della quota dell'Everest fino al 1992 erano generalmente impiegati strumenti ottici (teodolite, livello) che, partendo dal livello del mare sulla costa (o meglio da capisaldi fissi realizzati in occasione delle varie campagne di misurazioni), considerata la curvatura della Terra e (non sempre) i possibili fenomeni di rifrazione della luce nell'attraversare gli strati d'aria, con la misurazione di distanze e angoli permettevano il calcolo delle quote. Queste misurazioni differivano tra loro, oltre che per la precisione degli strumenti impiegati, anche a seconda del mareografo di riferimento e della considerazione o meni dei fenomeni di rifrazione. Ai rilievi del Survey of India seguirono le misurazioni del 1904 di S. G. Burrard, sempre del Survey of India (con 8.882 m), di De Graaf Hunter nel 1930 (8.854 ± 5 m), di B.L. Gulatee nel 1952 (29.028 ± 10 ft, 8.848 m). Un'importante spedizione cinese nel 1975 confermò un'altezza di 8.848 m (29.029 ± 1 ft, 8.848,13 ± 0,35 m) e per la prima volta fu effettuata una misurazione speditiva dello spessore della neve in cima (92 cm).

#### Everest e K2
Nel 1987 lo studioso italiano Ardito Desio rimase incuriosito dalla notizia apparsa l'anno prima, secondo cui lo statunitense George Wallenstein aveva rimisurato l'elevazione del K2 con la nuova tecnologia satellitare, che stava sviluppandosi in quegli anni, e le elaborazioni dell'Università di Washington presumevano una quota compresa tra 29.064 ft (8.859 m) e 29.228 ft (8.909 m), superiore a quella dell'Everest. Organizzò una spedizione per verificare l'altezza di entrambe le montagne, una nel Karakorum, l'altra in Himalaya. Utilizzando la tecnologia satellitare per le quote dei campi base e la tecnologia ottico-elettronica tradizionale per i rilevamenti delle cime, confermò il primato dell'Everest. Restava però la necessità di verificare con tecniche moderne le quote effettive delle due vette.

#### Misurazioni recenti

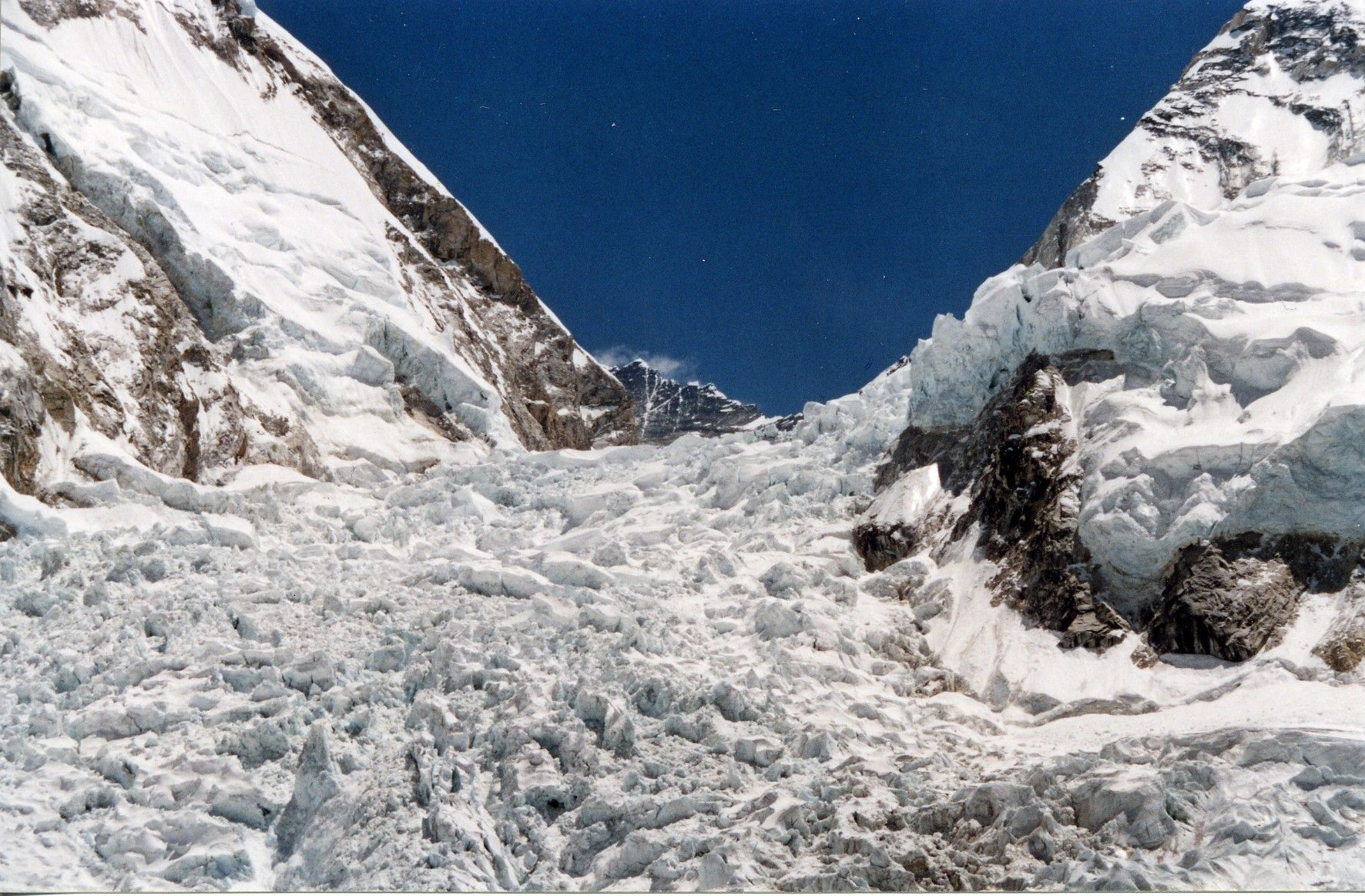
Cascate Khumbu

Il livello del mare resta la superficie di riferimento per le misurazioni della quota altimetrica. Tuttavia, osservazioni aeree e terrestri dimostrano che la superficie del mare e la sua estensione teorica sotto le terre emerse vengono influenzate dalla vicinanza di grandi masse rocciose e di diversa densità delle rocce stesse. Viene adottato quindi il geoide, una superficie matematica di riferimento, “perpendicolare in ogni punto alla direzione della verticale, cioè alla direzione della forza di gravità” che, oltre a essere più costante nel tempo, tiene conto dell'influenza delle masse delle montagne e della distribuzione delle rocce nella crosta terrestre. La superficie del geoide va tuttavia "costruita" in base ai valori e anomalie di gravità e presenta tuttora un dettaglio talvolta insufficiente, soprattutto in certe aree montuose. Perciò il geoide cambia nel tempo e necessita di nuove misurazioni e di aggiornamenti annuali, a causa dei movimenti continui delle masse rocciose della crosta terrestre e della redistribuzione di rocce, ghiacci e acque sulla superficie.
Negli anni settanta dagli americani vengono messi in orbita i primi satelliti per scopi militari. Negli anni ottanta si hanno i primi esperimenti di posizionamento geografico per usi civili, che portano gradualmente all'attuale sistema GPS, che utilizza una rete dedicata di satelliti per il posizionamento geografico di un punto della superficie terrestre. Il GPS usa un suo modello matematico dell'andamento del livello del mare sotto le terre emerse che approssima in modo semplificato il geoide e che si chiama ellissoide di riferimento. Questa superficie teorica, utilizzata per definire la latitudine, longitudine ed elevazione sull'ellissoide di un qualsiasi punto, non considera tuttavia le variazioni locali di densità della crosta terrestre, per cui tra il geoide e l'ellissoide in un dato punto esisterà uno scostamento, definito valore N di "separazione".

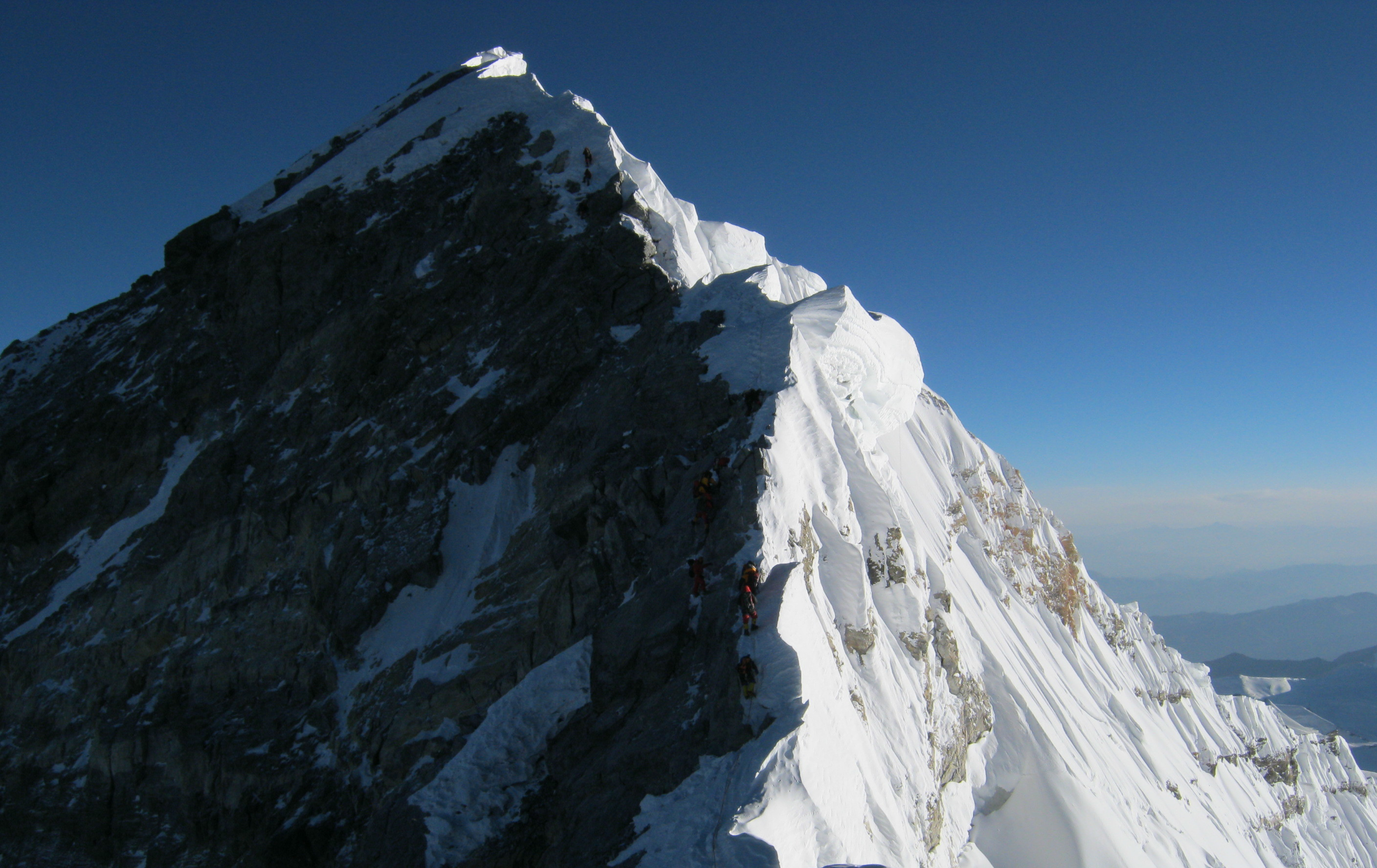
Hillary step (prima del crollo del 2015)

Nel 1992 l'alpinista francese Benoît Chamoux, della spedizione scientifica italo-cinese Ev-K2-CNR/NNSM di Agostino Da Polenza, allievo di Ardito Desio, misura per la prima volta l'altezza dell'Everest anche con il GPS e tenta la verifica dello spessore della neve con una sondina da valanga. Con un valore N di separazione geoide-ellissoide pari a −25,14 m, la quota della cima nevosa elaborata dal professor Giorgio Poretti risulta essere di 8.848,65 ± 0,35 m. Lo spessore della neve è incerto per la possibile presenza di ghiaccio, ma vengono comunque attraversati oltre 2 metri di neve. Una nuova misurazione con GPS viene eseguita nel maggio 1999 da un gruppo di nove alpinisti della American Everest Expedition del National Geographic organizzata da Bradford Washburn, noto esploratore e cartografo, fondatore del Boston Museum of Science. Le elaborazioni forniscono un valore di 29.035,2 ft (8.850 m). Falliscono i tentativi fatti nel 1998 e 1999 di far arrivare in cima un nuovo strumento, georadar, in grado di individuare la cima rocciosa sepolta dalla neve.
Nel 2004, in occasione delle spedizioni scientifico-alpinistiche italiane all'Everest e al K2 per celebrare il cinquantenario della prima salita del K2 (capospedizione nuovamente Agostino Da Polenza), viene effettuata tra l'altro una complessa rimisurazione della quota di vetta dell'Everest con GPS, accoppiato per la prima volta con un georadar sperimentale (un prototipo messo a punto dalla IDS di Pisa in collaborazione con l’Università di Trieste) che permette di rilevare sia la quota della copertura nevosa (con il GPS), sia la presenza della roccia sottostante. La mattina del 24 maggio gli alpinisti Claudio Bastrentaz, Alex Busca e Karl Unterkircher (tutti senza impiego dell'ossigeno), nonché Mario Merelli, collaborando con i sherpa Serap Jangbu e Lhapka Tshering, raggiungono la cima dal versante nord e con la supervisione via radio dal campo base del prof. Giorgio Poretti e del geologo Roberto Mandler effettuano senza ossigeno e per oltre 2 ore un impegnativo rilievo con profili georadar sulla cresta, rilievo che comprende il contributo di un secondo GPS "master" fisso posizionato nei pressi della cima, un terzo strumento posizionato in precedenza al caposaldo cinese presso il campo base in Tibet e un collegamento alla stazione GPS permanente presso il laboratorio "Piramide Ev-K2-CNR" sul versante Nepal. Le elaborazioni successive, effettuate da G. Poretti, R. Mandler e M. Lipizer, che considerano un valore N di separazione geoide-ellissoide aggiornato di −28,74 m, forniscono per la roccia sepolta una quota di 8.848,82 ± 0,23 m e uno spessore massimo della neve di 3,70 m, con una quota di 8.852,12 ± 0,12 m per la cresta nevosa sommitale.

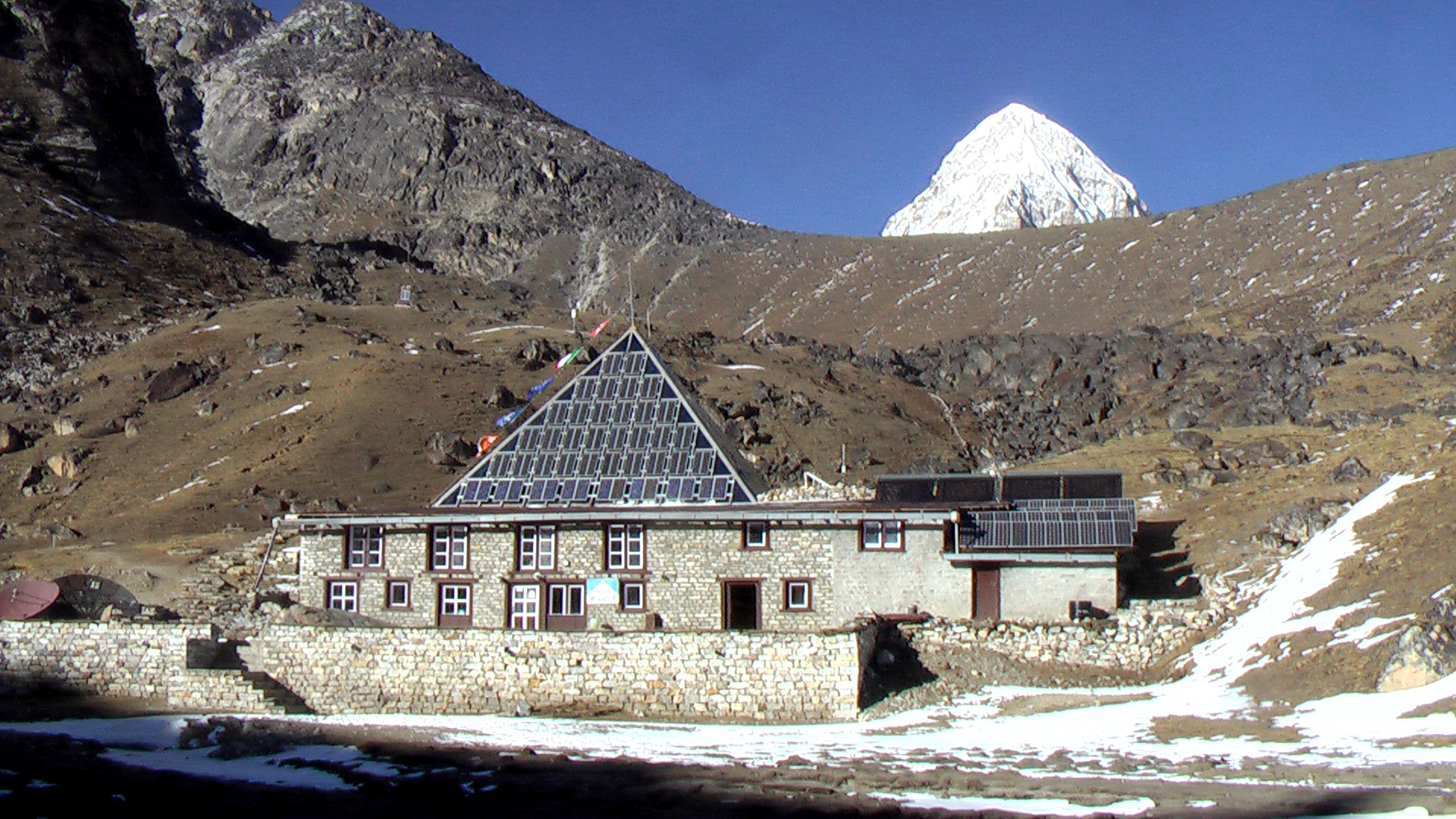
Il Laboratorio-Osservatorio Internazionale Piramide, sede di molti studi scientifici sull'alta quota

Nel 2005 i cinesi effettuano un'ulteriore campagna di rilevamento con GPS, fissando l'altezza della montagna a 8.844,43 s.l.m., con un margine d'errore calcolato di ± 0.21 m. Questa misurazione, riferita alla massima elevazione della roccia sepolta dalla neve, viene effettuata con la stessa strumentazione GPS/georadar utilizzata dalla spedizione italiana dell'anno precedente, ma applicando un nuovo valore N di separazione geoide-ellissoide di –25,199 m. Misura quindi lo spessore della neve e ricava la quota della massima elevazione in roccia per differenza. La copertura nevosa risulta di circa 3,5 m, portando la quota della vetta nevosa nuovamente a circa 8.848. 
(Cap. “Altezza” a cura di Roberto Mandler e Giorgio Poretti, 2004-2022, UniTs)

## Storia alpinistica
(George Mallory)

### Primi tentativi
I primi tentativi di raggiungere la vetta dell'Everest risalgono al 1921, quando furono organizzate alcune spedizioni britanniche. Durante la spedizione del 1924, George Mallory e Andrew Irvine scomparvero provando a conquistare la vetta dalla cresta nord e nord-est. Mallory morì durante la discesa. Il suo cadavere fu ritrovato 75 anni dopo: il 1º maggio 1999 il gruppo di ricerca dello statunitense Eric Simonson lo identificò su uno spuntone a 8 290 m di quota sulla parete nord, poco sotto il punto dove nel 1933 era stata rinvenuta una piccozza che si presume appartenesse ad Andrew Irvine.
Non è appurato se i due siano caduti dopo aver raggiunto la cima o, più probabilmente, dopo aver rinunciato al tentativo. Altri indizi potrebbero derivare dalla macchina fotografica presumibilmente in possesso di Irvine, il cui corpo però è ancora disperso. Ad alimentare ulteriori dubbi furono le dichiarazioni di Mallory: disse che nel caso fosse riuscito a raggiungere la cima, vi avrebbe lasciato una foto della moglie, foto non trovata sul suo cadavere.
La prima ascensione filmata fu fatta nel 1952, un anno prima di Edmund Hillary, dalla spedizione svizzera diretta dal medico ginevrino Edouard Wyss-Dunant con René Dittert come capo guida, che inaugurò la via all'Everest dal Nepal. I membri erano quasi tutti del Club Alpin l'Androsace e del cantone di Ginevra che, assieme all'Università di Ginevra, finanziarono in gran parte la spedizione. Lo svizzero Raymond Lambert e Tenzing Norgay ingaggiati come capi dei portatori (circa 150 che portarono 30 kg ciascuno a piedi per circa un mese) arrivarono alla quota di 8.595 metri, a soli 200 metri dalla vetta, massima altezza mai raggiunta fino ad allora da una persona. Ai 7.000 rimasero circa una settimana ed il loro fisico si deteriorò. In un solo giorno salirono a 8.000, ma la stanchezza, i pochi viveri e la scarsa qualità dei respiratori impedirono ai due di raggiungere la vetta. Tenzing disse che, se anche fossero riusciti a salire in cima, non sarebbero tornati vivi. Nel 2002 il figlio e nipote di Raymond Lambert e Tenzing Norgay, in occasione del cinquantenario della spedizione "ginevrina", raggiunsero gli 8.848 metri.
Il 26 maggio 1953 i britannici Charles Evans e Tom Bourdillon riuscirono a raggiungere la Cima sud (8749 m).

### Prima ascensione

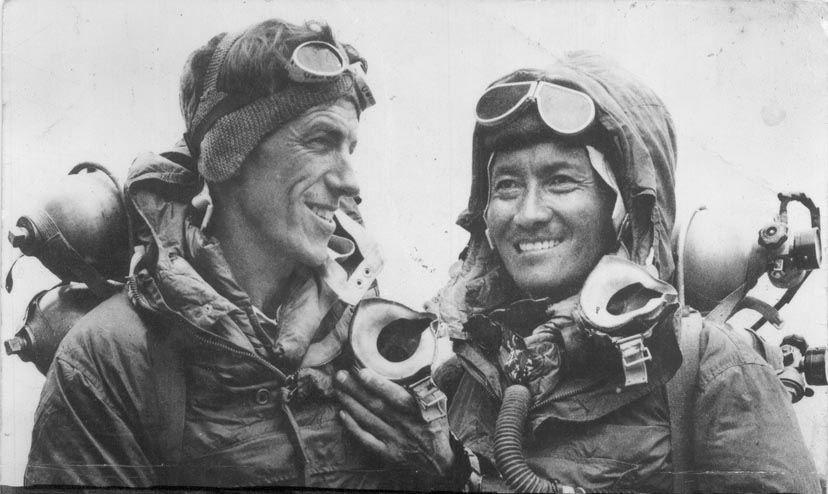
Edmund Hillary e Tenzing Norgay

La prima ascensione certa fu compiuta il 29 maggio 1953 dal neozelandese Edmund Hillary e dallo sherpa Tenzing Norgay, che scalarono il monte dal Colle Sud e dalla cresta sud-est. La spedizione fu organizzata nei minimi dettagli dal Joint Himalayan Committee, con sede a Londra, e aveva anche motivazioni politiche: il Regno Unito desiderava fregiarsi dell'onore di aver raggiunto per primo il tetto del mondo. Il comando fu affidato al colonnello John Hunt. La scelta del versante sud fu obbligata poiché il versante nord era chiuso per questioni politiche da anni. Gli alpinisti fissarono il campo per l'assalto finale a circa 7.000 metri di altitudine. Per decisione di Hunt, i tentativi di raggiungere la cima sarebbero stati effettuati da due alpinisti alla volta. Il primo, compiuto il 26 maggio, fallì. Riuscì l'assalto tentato tre giorni più tardi: verso le undici e mezzo Hillary e Norgay raggiunsero il tetto del mondo, un traguardo che fino a pochi decenni prima appariva impossibile. Stando alle dichiarazioni successive di Tenzing, divenuto celebre in patria e nel mondo, il neozelandese arrivò qualche secondo prima perché in quel momento stava battendo la traccia. Giunti sulla cima, in segno di gratitudine Hillary pose nella neve una croce, mentre Tenzing dei biscotti e cioccolato per ringraziare gli dei. Rimasero sulla vetta un quarto d'ora. Hillary morì a 88 anni l'11 gennaio 2008, Tenzing mancò nel 1986, a 72 anni di età.

### Prima ascensione femminile
La prima ascensione femminile fu compiuta il 16 maggio 1975 dalla giapponese Junko Tabei, la seconda dalla tibetana Phantog, la terza e prima europea dalla polacca Wanda Rutkiewicz nel 1978.

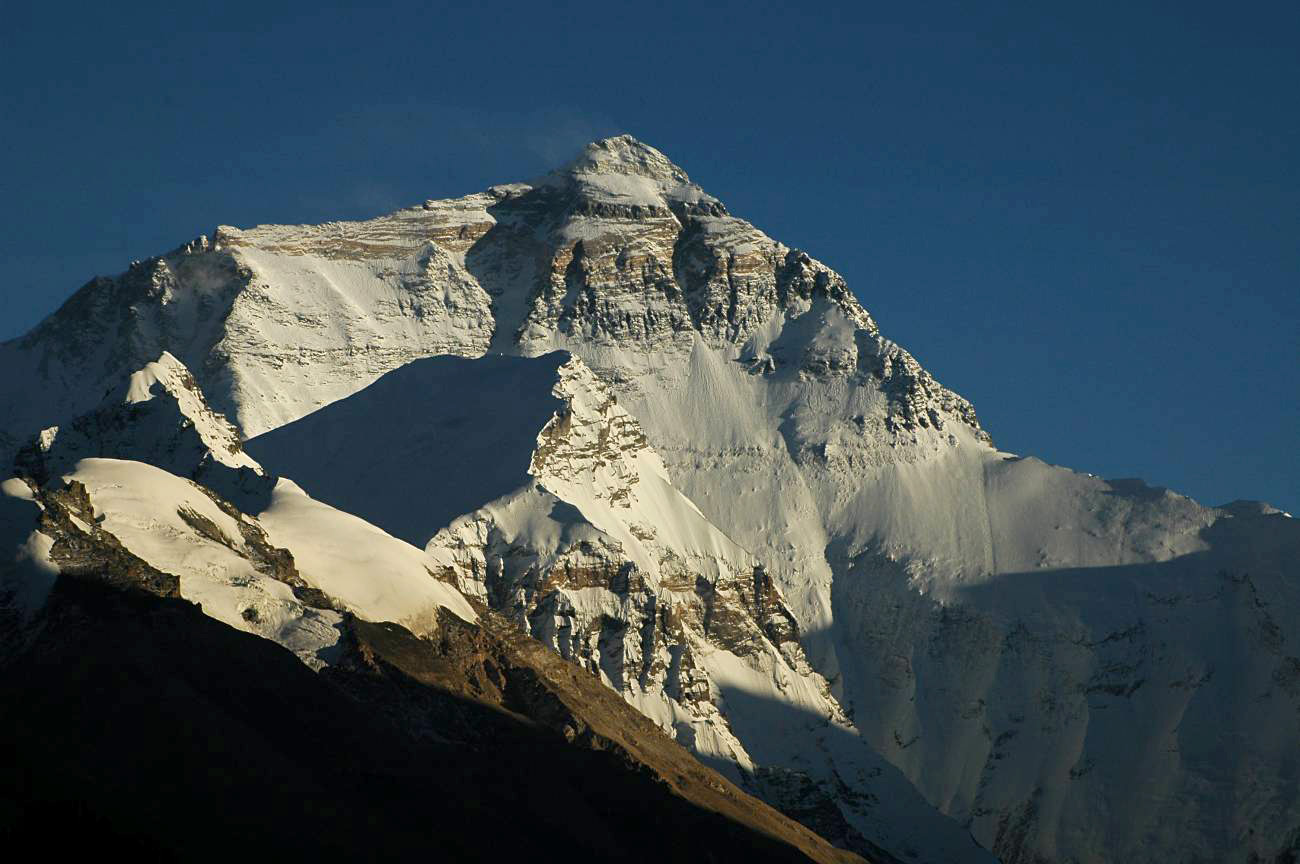
Il monte Everest nel 2005

### Prima ascensione invernale

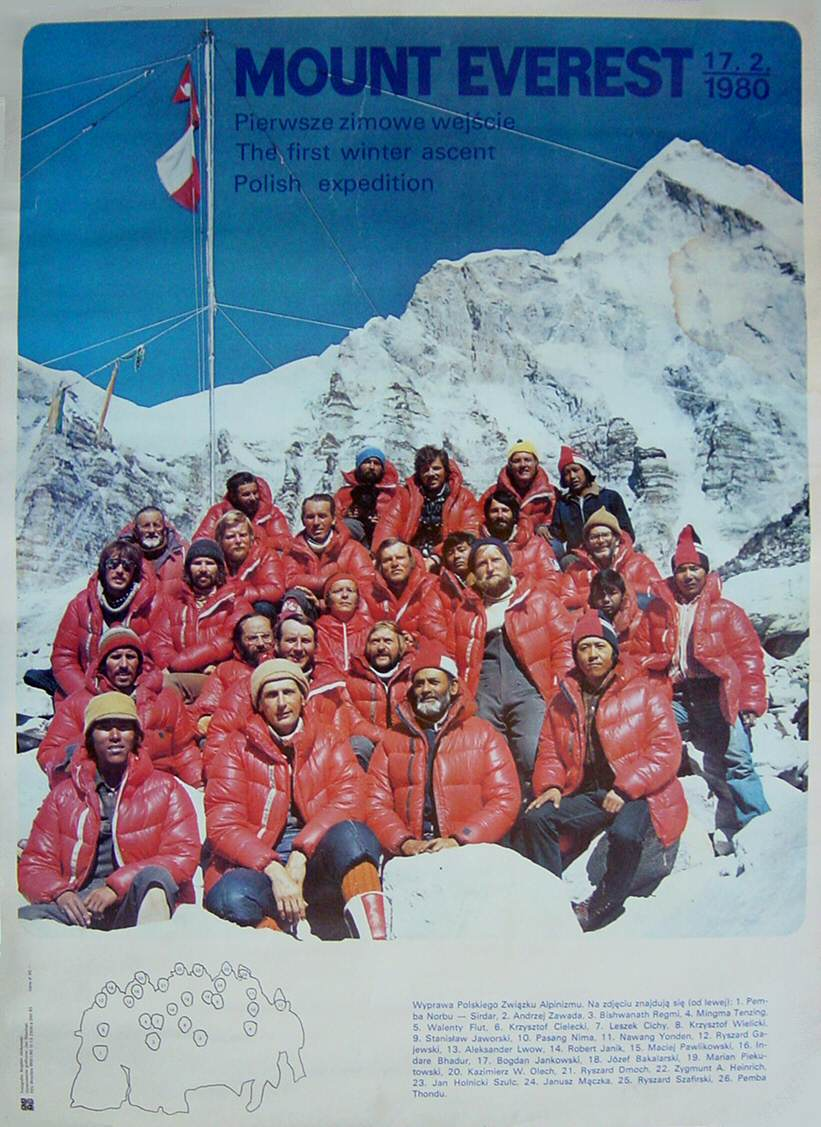
La spedizione polacca del 1980 che realizzò la prima invernale

La prima ascensione invernale fu compiuta il 17 febbraio 1980 dai polacchi Krzysztof Wielicki e Leszek Cichy per il Colle Sud e la cresta sud-est. La spedizione era guidata da Andrzej Zawada e l'Everest divenne il primo ottomila ad essere scalato d'inverno.
I polacchi avevano ottenuto l'autorizzazione per una doppia spedizione: una nella stagione invernale e una in quella primaverile. Per questo costruirono un grande e comodo campo base capace di ospitarle entrambe, completato a fine dicembre 1979. La spedizione era composta di 25 alpinisti, di cui solo cinque portatori sherpa d'alta quota, per motivi di budget ridotto, e il materiale (5 tonnellate arrivate dalla Polonia con un aereo) fu portato da un campo all'altro in gran parte dagli alpinisti stessi.
All'inizio procedettero molto spediti. In soli undici giorni allestirono tre campi: il 5 gennaio il campo 1 a 6 050 m, il 9 gennaio il campo 2 a 6 500 m e il 15 gennaio il campo 3 a 7 150 m, sulla parete del Lhotse. A questo punto si trovarono di fronte a 850 m di parete particolarmente ghiacciata che li separava dal Colle Sud e il meteo peggiorò con la presenza di forti venti. Ci volle quasi un mese per superare questa zona, e solo l'11 febbraio Fiut, Holnicki e Wielicki riuscirono a raggiungere il Colle Sud. Qui i soli Fiut e Wielicki bivaccarono per una notte con una temperatura esterna di −40 °C, utilizzando bombole di ossigeno. Il giorno dopo rientrarono ai campi inferiori, e diedero loro il cambio il capo spedizione Zawada e Szafirski, che montarono la tenda del campo 4 al Colle Sud, prepararono materiale e bombole d'ossigeno per i successivi tentativi e rientrarono anch'essi ai campi più bassi.
Il 16 febbraio, a un solo giorno dallo scadere dei permessi per la spedizione invernale, Wielicki e Cichy partirono per un ultimo tentativo. La sera raggiunsero il campo 4 al Colle Sud e passarono la notte in tenda con una temperatura esterna di −42 °C. Il 17 febbraio partirono alle 6:30 con una bombola di ossigeno a testa e raggiunsero la vetta alle 14:25. Scesero al campo base il 19 febbraio.

### Altre prime ascensioni

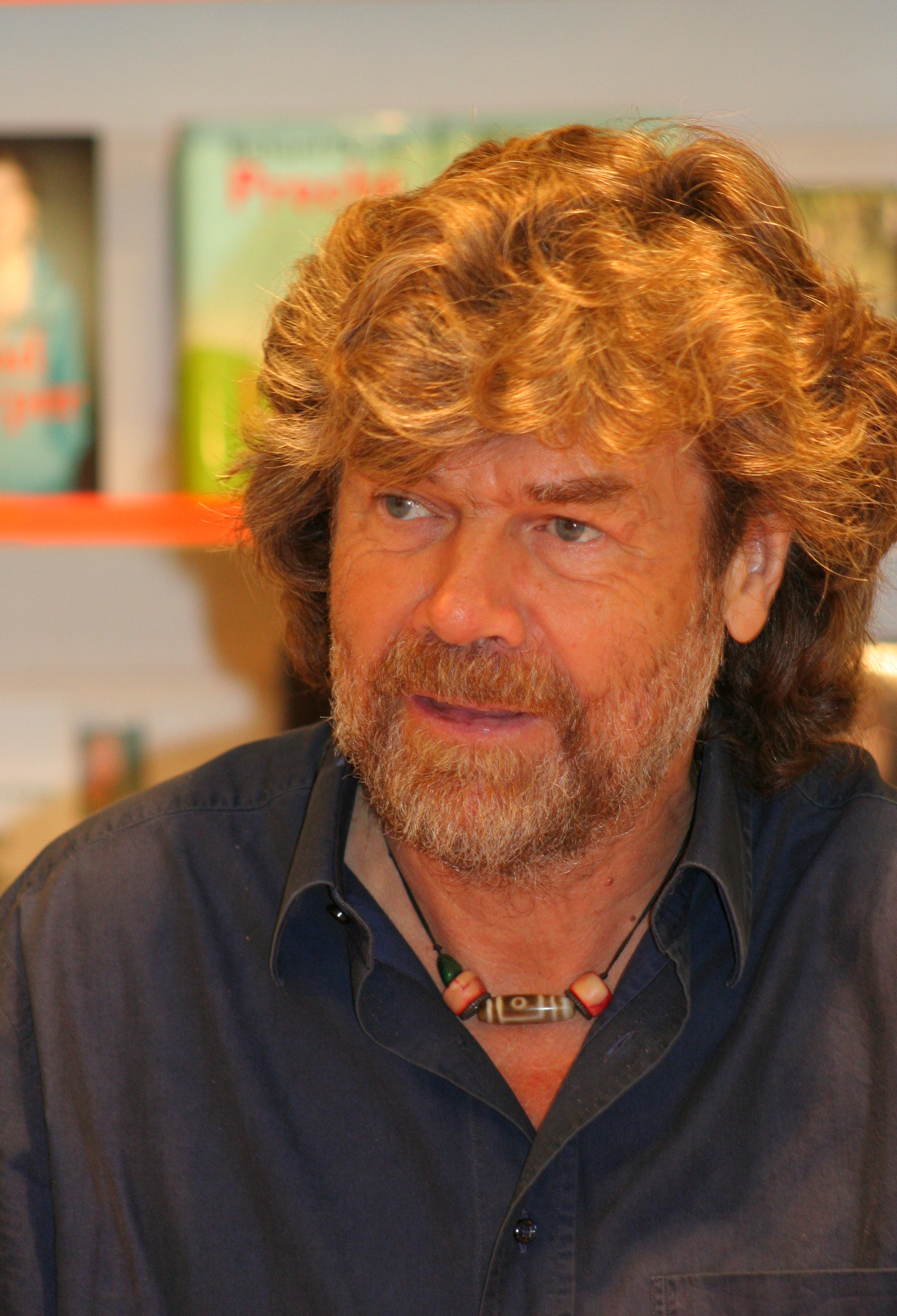
Reinhold Messner ha compiuto la prima salita senza ossigeno, con Peter Habeler, e la prima solitaria

L'8 maggio 1978 Reinhold Messner e Peter Habeler compirono la prima salita senza l'ausilio di ossigeno supplementare. Facevano parte di una spedizione austriaca guidata da Wolfgang Nairz. Si trattava della quattordicesima salita dell'Everest. Sei alpinisti raggiunsero la cima, tra cui Reinhard Karl, il primo tedesco in vetta all'Everest.
Tra il 18 e il 20 agosto 1980 Messner compì la prima solitaria, per il versante nord, sempre senza ossigeno. Durante la salita aprì inoltre una variante che collega la cresta nord al couloir Norton.
Il 27 maggio 1998 Tom Whittaker fu il primo alpinista disabile, mentre Il 25 maggio 2001 il trentaduenne Erik Weihenmayer di Boulder il primo non vedente a raggiungere la cima.
L'8 maggio 2008 una spedizione di alpinisti cinesi riuscì nell'impresa di portare la fiaccola olimpica di Pechino 2008 sulla vetta dell'Everest dopo alcuni tentativi falliti a causa delle avverse condizioni meteorologiche.

### Traversate e concatenamenti

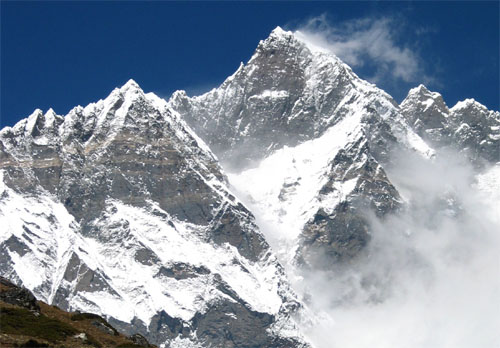
Il Lhotse

La prima traversata dell'Everest fu compiuta nel 1963 dagli statunitensi Tom Hornbein e Willi Unsoeld che salirono dalla cresta ovest, ancora inviolata, e discesero per la cresta sud-est e il Colle Sud. Durante la salita percorsero parte della parete nord, lungo il couloir Hornbein, da allora dedicato a Tom. Nel 2006 Simone Moro compì la prima solitaria della traversata sud-nord dell'Everest, salendo dal Nepal e scendendo poi in Tibet. Il concatenamento dell'Everest più ambito è quello con il Lhotse, dal quale è separato dal Colle Sud. Fu realizzato dallo statunitense Michael Horst in 21 ore il 14 e 15 maggio 2011. Tuttavia l'alpinista fece uso di bombole di ossigeno durante la pausa del 14 pomeriggio al Colle Sud e usufruì di corde fisse sul Lhotse, preparate dagli sherpa mentre saliva l'Everest.
Il concatenamento Everest-Lhotse fu tentato più volte, tra gli altri, da Simone Moro. Nel 1997 ci provò con Anatolij Bukreev, nel 2000 e 2001 fu insieme a Denis Urubko. Nel 2000 dovette abbandonare per la troppa neve presente lungo la salita verso il Lhotse e nel 2001 in seguito alle troppe fatiche spese per salvare un alpinista nella notte, fatto per il quale fu decorato con la medaglia d'oro al valor civile. Nel 2012 abbandonò l'impresa per l'affollamento lungo la via che conduce al Colle Sud.
Tra il 18 e il 20 maggio 2013 il britannico Kenton Cool riuscì nel primo concatenamento di Nuptse, Everest e Lhotse senza passare dal campo base. Partito la mattina del 18 maggio, salì prima il Nuptse e quindi l'Everest e il Lhotse, dopo due soste al Colle Sud. Utilizzò ossigeno supplementare e corde fisse su tutte e tre le montagne. Sull'Everest e sul Lhotse era accompagnato dallo sherpa Dorje Gylgen.

### Statistiche e record
Al 2010 risultano 5105 le persone che sono riuscite a raggiungere con successo la vetta dell'Everest e 219 quelle che vi hanno perso la vita.
La prima persona ad avere scalato due volte la cima è stato lo sherpa Nawang Gombu: il 1º maggio 1963, insieme a Jim Whittaker, primo statunitense in vetta, e il 10 maggio 1965, con una spedizione indiana. Il record di salite è detenuto a pari merito dagli alpinisti e portatori sherpa nepalesi Apa Sherpa e Phurba Tashi con ventuno ascensioni, rispettivamente nel 2011 e 2013.

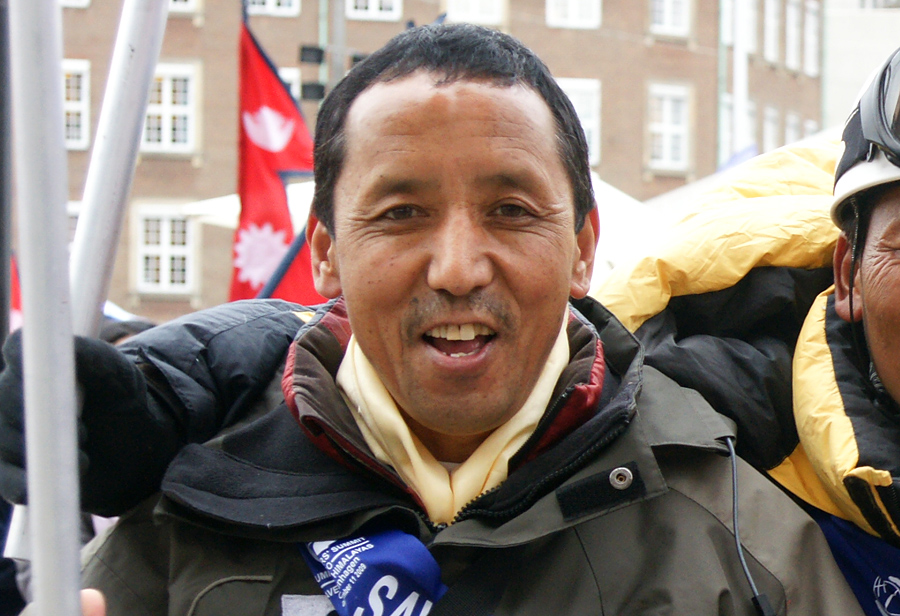
Apa Sherpa, salito ventuno volte sull'Everest

L'alpinista più giovane ad aver raggiunto la vetta è Jordan Romero, all'età di 13 anni, il 22 maggio 2010 insieme al padre Paul, la compagna del padre Karen Lundgren e tre portatori: Ang Pasang Sherpa, Lama Dawa Sherpa e Lama Karma Sherpa. Sono saliti per la cresta nord-est, sul versante cinese, in stile himalayano e con utilizzo di bombole di ossigeno. Prima di Romero il record era detenuto dallo sherpa Temba Tsheri (il 24 maggio 2001 a 15 anni) e dal britannico Edward Michael Grylls, meglio noto come Bear Grylls (nel 1998 a 23 anni). La più giovane alpinista donna a raggiungere la vetta è la sherpa nepalese Ming Kipa, il 24 maggio 2003 a 15 anni. La più giovane non nepalese è la statunitense Samantha Larson, che ha salito l'Everest il 16 maggio 2007 a 18 anni.
L'alpinista più anziano ad aver raggiunto la vetta è il giapponese Yūichirō Miura, il 23 maggio 2013, all'età di 80 anni. Prima il record era detenuto dal nepalese Min Bahadur Sherchan (il 25 maggio 2008 a 76 anni).
Il record di velocità di salita con ossigeno è stato stabilito il 21 maggio 2004 da Pemba Dorjie Sherpa in 8 ore e 10 minuti. I record precedenti, sempre con utilizzo di ossigeno, erano di Lhakpa Gelu Sherpa (il 25 maggio 2003 in 10 ore e 56 minuti) e dello stesso Pemba Dorjie (il 22 maggio 2003 in 12 ore e 45 minuti). Il record di permanenza in vetta è di 21 ore, stabilito nel 1999 da Babu Chiri Sherpa. Nel 1990 l'australiano Tim Macartney-Snape, già autore di una nuova via sulla parete nord dell'Everest nel 1984, ha salito l'Everest partendo a piedi dal livello del mare, in tre mesi.
Nel 1996 lo svedese Göran Kropp è divenuto la prima persona a raggiungere l'Everest dopo un avvicinamento in bicicletta partendo da casa sua in Svezia sino al campo base, scalarlo a piedi senza ossigeno e tornare con la bicicletta lasciata precedentemente al campo base.

### Primati italiani

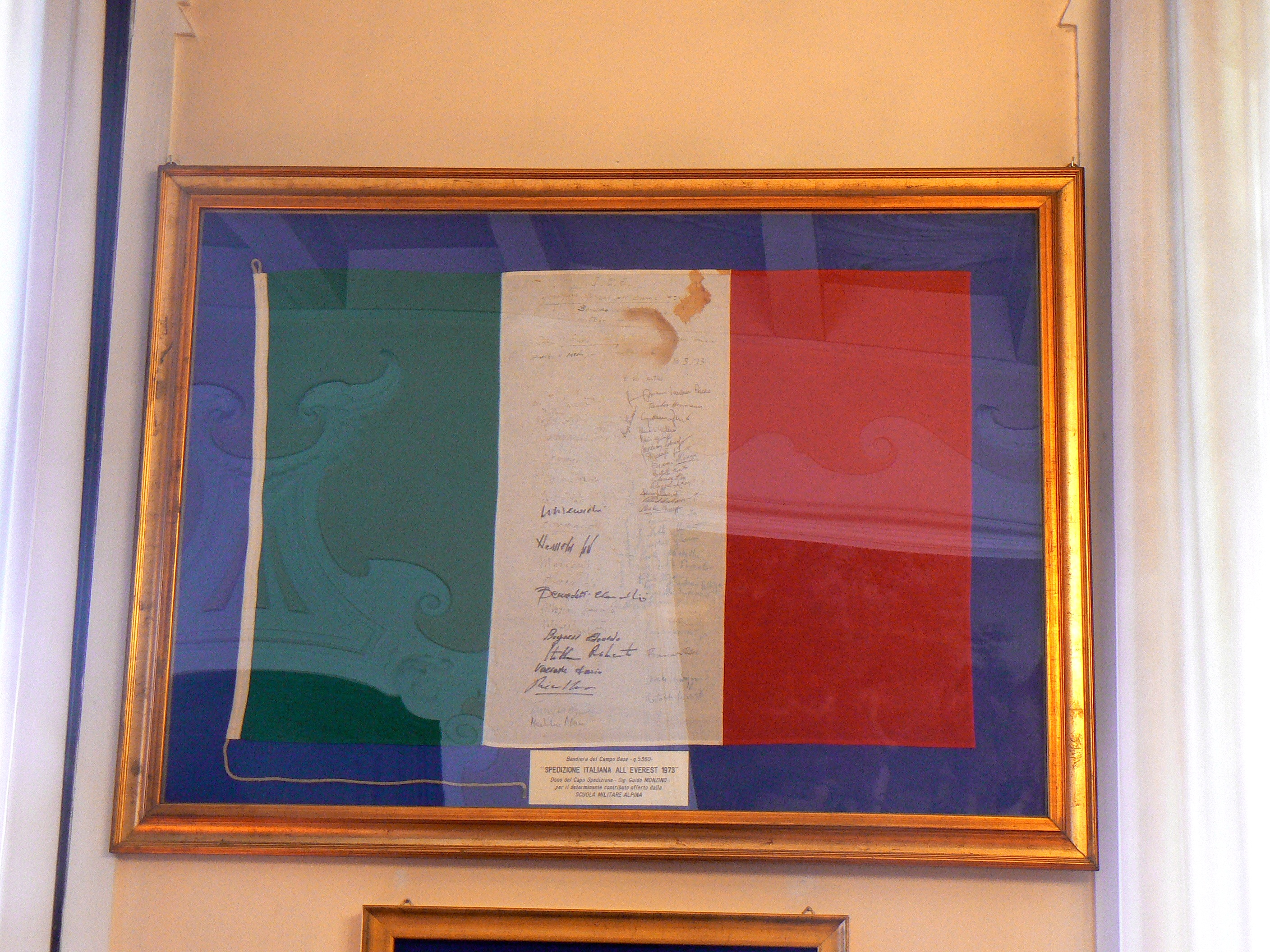
La bandiera della spedizione italiana del 1973, con le firme dei protagonisti. È conservata al Museo dell'alpinismo di Aosta

La prima ascensione italiana fu compiuta nel 1973. La spedizione fu voluta e guidata dall'esploratore, alpinista e mecenate Guido Monzino, che commentò:
Si trattava di una spedizione imponente: era composta da 55 militari e 8 civili, utilizzava 110 tonnellate di materiale, trasferito con tre C-130, e durò tre mesi. Furono impiegati sei campi, di cui l'ultimo a 8 400 m. Il 5 maggio raggiunsero la vetta il sergente degli Alpini Mirko Minuzzo e la guida alpina Rinaldo Carrel, con due portatori sherpa, Lhakpa Tenzing e Sambu Tamang. Il 7 maggio la cima fu raggiunta da altri tre italiani: Fabrizio Innamorati, capitano del battaglione Carabinieri Paracadutisti, Claudio Benedetti, sergente maggiore degli Alpini, e Virginio Epis, maresciallo degli Alpini, con il portatore Sonam Gyaltzen.
Nella spedizione furono utilizzati anche tre elicotteri per portare gli alpinisti al campo base, recuperarli in caso di difficoltà e trasportare il materiale lungo la seraccata del ghiacciaio Khumbu, dal campo base al campo 2, a 6 500 m, fatto che suscitò diverse polemiche. Erano elicotteri modello Agusta-Bell AB-205A-1, nominati Italia 1, Italia 2 e Italia 3. L'atterraggio del 1º aprile 1973 a 6 500 m di Italia 1, pilotato dal capitano Paolo Landucci di Viterbo e Nicola Paludi, sergente maggiore del Centro addestramento alpino di Aosta, costituì un record mondiale. Lo stesso elicottero Italia 1 si schiantò il 18 aprile poco sotto il campo 2, per difficili condizioni meteorologiche, ma l'equipaggio rimase solo lievemente ferito. I resti dell'elicottero sono rimasti in loco per 36 anni fino al 2009, quando sono stati rimossi dalla spedizione Eco Everest Expedition.
Nel 1991, all'età di 28 anni, Battistino Bonali è divenuto il più giovane alpinista italiano ad aver scalato l'Everest in puro stile alpino per il versante Nord.
La prima donna italiana a salire l'Everest è stata la campionessa di sci di fondo Manuela Di Centa (il 23 maggio 2003).
L'atleta Andrea Lanfri, il 13 maggio 2022 è diventato il primo atleta paralimpico pluriamputato a raggiungere la vetta in autonomia. Validato anche dal Guinness World Record.

### Incidenti mortali
Essendo la montagna più alta del mondo, l'Everest è una cima di grande richiamo e fascino per gli alpinisti. Ma a causa delle difficoltà oggettive della scalata e poiché la parte superiore degli itinerari di ascensione si svolge nella zona della morte, quasi 300 persone sono morte cercando di raggiungere la vetta.
Nel 1996 numerose spedizioni commerciali tentarono la salita contemporaneamente. Ciò provocò un intasamento e quindi lunghe attese al freddo e l'esaurimento delle scorte di ossigeno nella zona della morte, comportando il decesso di 8 persone. In quel momento fu l'evento con il più alto numero di morti in un unico giorno sulle pendici dell'Everest.
Durante le spedizioni commerciali di maggio 2019 in pochi giorni hanno tentato di salire in vetta centinaia di persone, delle quali 10 sono morte per essersi attardate in coda per lunghe ore, aspettando al freddo nella zona della morte senza ossigeno.

## Caratteristiche alpinistiche

### Vie di salita

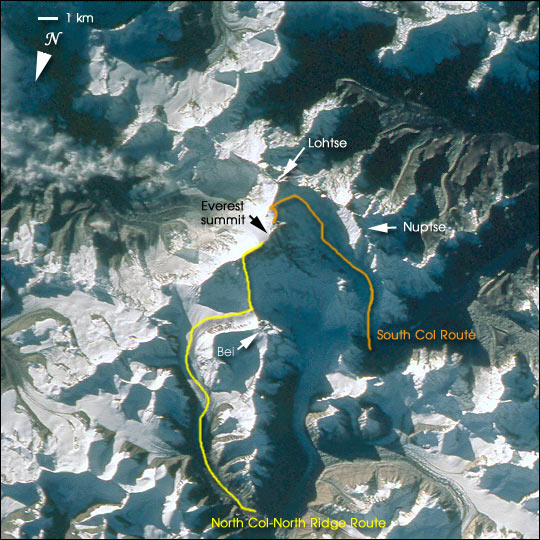
Vie di ascesa alla vetta dell'Everest da nord (giallo) e sud (arancione)

L'Everest ha due percorsi principali di ascesa: per il Colle Sud e la cresta sud-est, considerata la via normale, alla quale si accede dal Nepal, e la via per il Colle Nord e la cresta nord-est, alla quale si accede dal Tibet. Il percorso da sud è tecnicamente più semplice e più utilizzato. Fu seguito da Hillary e Norgay, i primi scalatori dell'Everest, il 28 maggio 1953; ai tempi la scelta fu obbligata in quanto la frontiera tibetana era chiusa dal 1949.
Le ascese si effettuano in primavera, prima dell'inizio del monsone estivo, quando si verifica anche una modifica della corrente a getto che comporta una riduzione della velocità media del vento in alta montagna. A volte vengono fatti tentativi di scalata nel periodo successivo al monsone estivo, ma la presenza di neve diventa un ostacolo notevole. A partire dagli anni ottanta la cima dell'Everest è diventata meta frequente di spedizioni commerciali. Il numero di alpinisti che la conquistano è aumentato sensibilmente. Lo svantaggio di questa massificazione è l'inquinamento ambientale dei campi base e l'aumento proporzionale del numero di incidenti, spesso mortali.

#### Colle Sud e cresta sud-est

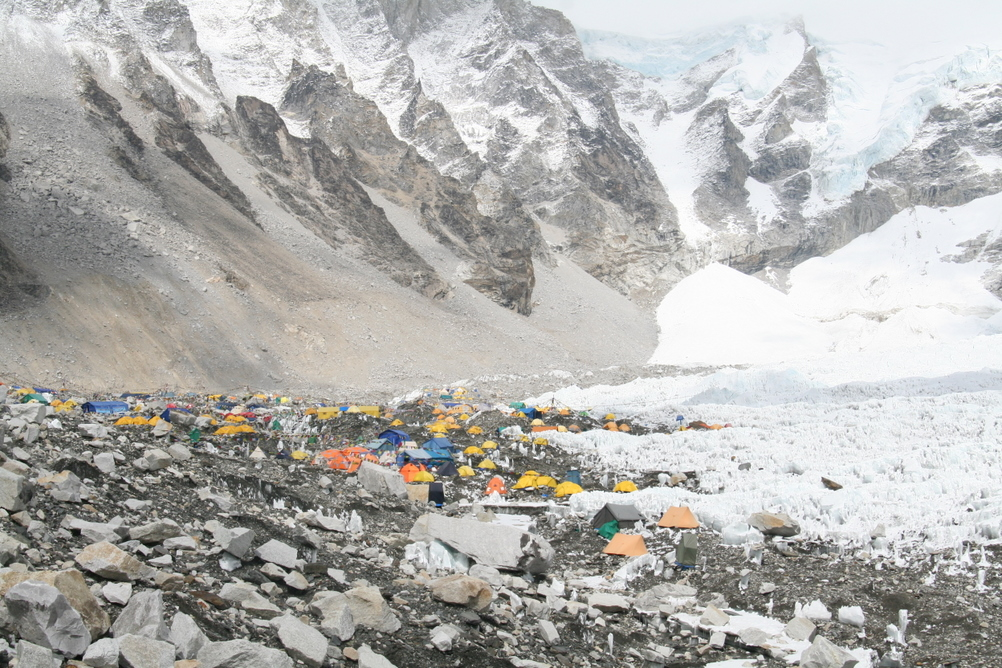
Il campo base nepalese

Le spedizioni che pianificano un'ascesa dal Colle Sud, per la cresta sud-est, solitamente atterrano a Lukla (2860 m) provenienti da Kathmandu e poi marciano fino al campo base che si trova in Nepal sul versante sud dell'Everest a quota 5380 m. Il tempo di marcia varia dai sei agli otto giorni, necessari per acclimatarsi in modo da evitare il mal di montagna.
Trascorsi un paio di settimane al campo base per abituarsi all'altitudine e superato il tratto di seracchi denominato Khumbu Icefalls, raggiungono il campo I, detto anche advanced base camp (ABC), a quota 6065 m e da esso salgono sulla Western Cwm (una valle glaciale delimitata dai versanti di Everest, Lhotse e Nuptse), relativamente piana, con una pendenza molto dolce sino al campo II da cui gli alpinisti salgono la parete del Lhotse fino al campo IV situato sul Colle Sud.

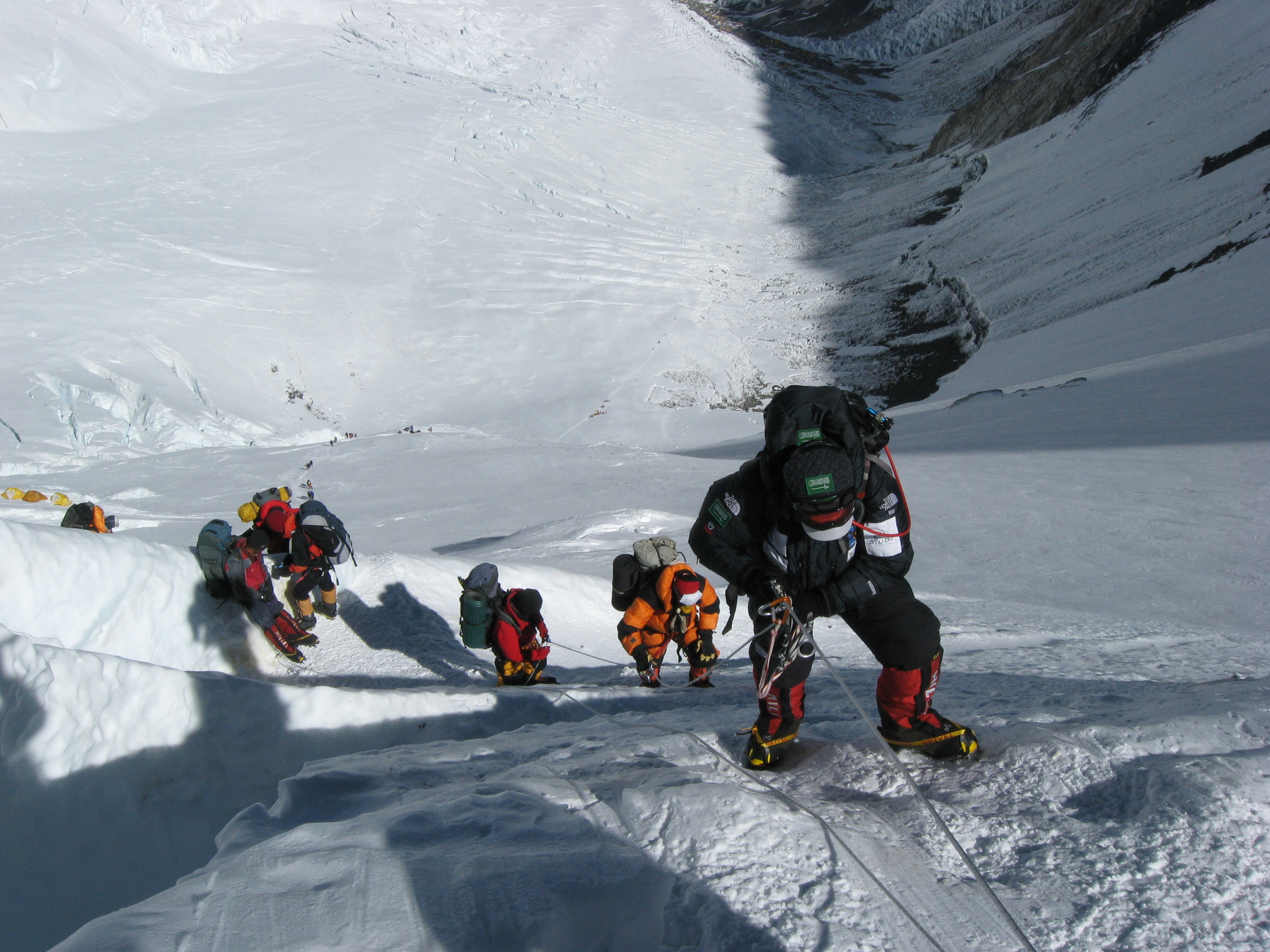
Alpinisti durante la salita al Colle Sud

Dal campo IV la prima tappa è il "balcone" a quota 8400 m, un piccolo pianoro. I passaggi successivi sono una pericolosa cornice con uno stretto passaggio molto esposto e un salto di roccia alto una decina di metri chiamato Hillary Step a quota 8760 m. Fu infatti Hillary ad aprire la via in questo tratto durante la prima ascesa all'Everest.
Superato il gradino, è relativamente semplice giungere in cima. La discesa al campo IV deve essere immediata per evitare di incorrere nel maltempo tipico delle ore pomeridiane, perciò la maggior parte degli alpinisti resta sulla vetta solo pochi minuti.
Nel 2016 l'Hillary Step è crollato, probabilmente come conseguenza del terremoto nepalese del 25 aprile 2015. I massi che costituivano l'impegnativo tratto non ci sono più, sostituiti da un agevole pendio camminabile.

#### Colle Nord e cresta nord-est

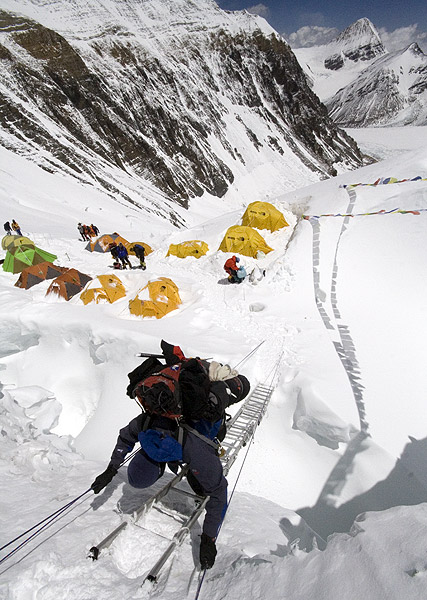
Alpinisti verso il Colle Nord

La prima salita completa della via dal Colle Nord e dalla cresta nord-est fu compiuta da una spedizione cinese nel 1960. Il 25 maggio giunsero in vetta Wang Fu-Chou, Chu Yin-hua e Gongbu (Tibet).
Le ascese per questa via prevedono l'accesso all'Everest passando dal Tibet (Cina). Le spedizioni raggiungono il ghiacciaio Rongbuck e stabiliscono il campo base a quota 5 150 m su una piana di ghiaia ai piedi del ghiacciaio. Per affrontare la via normale da nord, risalgono dapprima la morena a est del ghiacciaio e poi deviano nella valle fino ai piedi del Changtse a quota 5 800 m (campo II, noto oggi come Intermediate Camp, IC). Il campo III (oggi Advanced Base Camp, ABC) è più sopra, sotto il Colle Nord a 6 500 m. Per raggiungere il campo IV (oggi Camp 1), è necessario risalire tramite corde fisse il ghiacciaio fino al Colle Nord a 7 050 m. Dal Colle Nord un pendio nevoso conduce alla parete rocciosa che si risale fino al campo V (oggi Camp 2) a 7 775 m. Poi si attraversa una serie di ripidi pendii prima di raggiungere il campo VI (oggi Camp 3) a 8 230-8 350 m, ormai quasi in cresta. Da qui si percorrono i 2 km della lunga cresta nord-est, interrotta da alcuni impegnativi gradoni rocciosi (steps), superati i quali (anche con l'aiuto di una famosa scaletta metallica) un'ultima ripida salita porta alla cima.

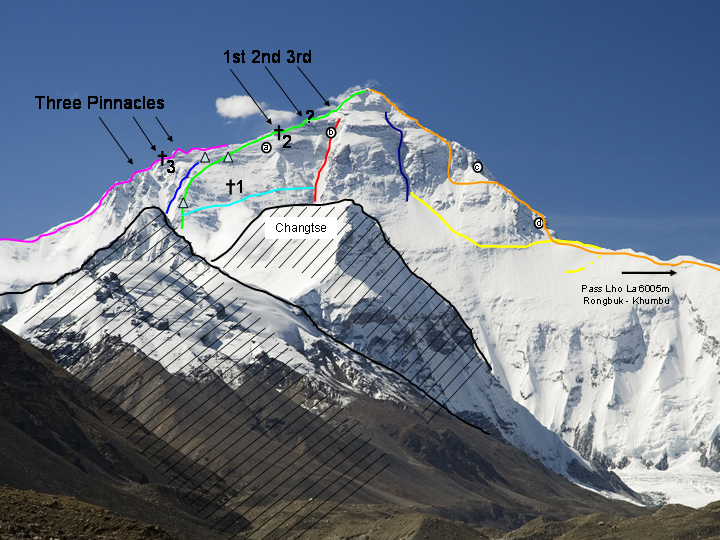
In verde il tracciato della cresta nord-est

La via del versante cinese è più tecnica di quella nepalese, oltre a essere più esposta ai venti e a costringere gli alpinisti a stabilire più campi nella zona della morte, ovvero sopra i 7 800–8 000 m. Il campo base è servito da una strada che lo collega alla città di Tingri. La strada fu costruita dalla Cina negli anni 1950 ed è tuttora sterrata. Recentemente presso il famoso monastero di Rongbuck è stato realizzato un lodge, in architettura moderna. Nell 1995 fu compiuta la prima salita della cresta nord-est integrale da parte di una spedizione giapponese. L'11 maggio giunsero in vetta Kiyoshi Furuno, Shigeki Imoto e gli sherpa Dawa Tshering, Pasang Kami, Lhakpa Nuru e Nima Dorje.

#### Parete sud-ovest
- Parete sud-ovest - 24 settembre 1975 - prima salita dei britannici Doug Scott e Dougal Haston e anche prima salita assoluta dei britannici in cima all'Everest. La spedizione era guidata da Chris Bonington, contava 18 membri e trasportava 20 tonnellate di equipaggiamento. I primi alpinisti raggiunsero il campo base il 21 agosto e solo 33 giorni dopo, il 24 settembre, fu raggiunta la vetta per la nuova via sulla inviolata parete sud-ovest. Il 26 settembre raggiunsero la cima Peter Boardman e il sirdar Pertemba Sherpa; durante la discesa incontrarono il cameraman Mick Burke che, dopo l'abbandono del suo compagno, voleva tentare di salire in cima da solo, ma da allora fu dato per disperso.[65][66]

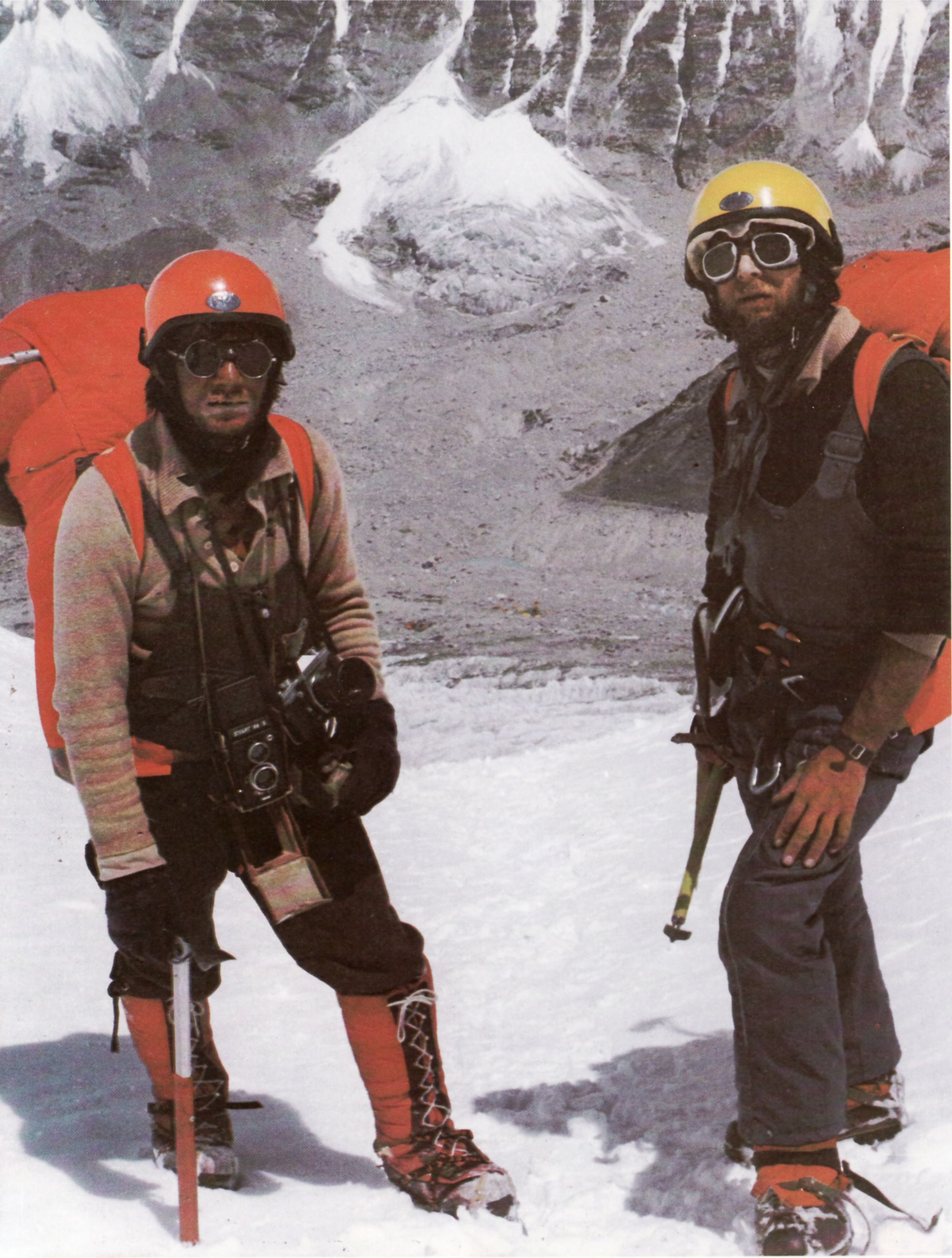
Jerzy Kukuczka e Andrzej Czok

- Pilastro sud - 19 maggio 1980 - prima salita dei polacchi Jerzy Kukuczka e Andrzej Czok. La via sale tra la quella dei britannici del 1975 e la cresta sud-est. La spedizione era guidata da Andrzej Zawada.[67]
- Pilastro sud-ovest - 4 maggio 1982 - prima salita dei russi Eduard Myslovski e Vladìmir (Volodya) Balyberdin. La via supera una parete rocciosa di 1 800 m, che costituisce il principale pilastro della parete sud-ovest. La spedizione era costituita da 27 alpinisti guidati da A. Ovchinnikov, B. Romanov ed E. Tamm. Gli alpinisti fecero uso di ossigeno supplementare ma non di portatori d'alta quota. Furono installati cinque campi, di cui l'ultimo a 8 500 m, dove la via si congiunge con la cresta ovest. Nei giorni seguenti 11 alpinisti raggiunsero la vetta.[68]
- Parete sud-ovest di sinistra - 20 maggio 2009 - prima salita dei coreani Park Young-Seok, Jin Jae-Chang, Kang Ki-Seok e Shin Dong-Min. La via si trova a sinistra della via russa del 1982. Dal campo 4, a 7 800 m, sale parallelamente alla cresta ovest per poi congiungersi a 8 350 m.[69][70]

#### Cresta ovest

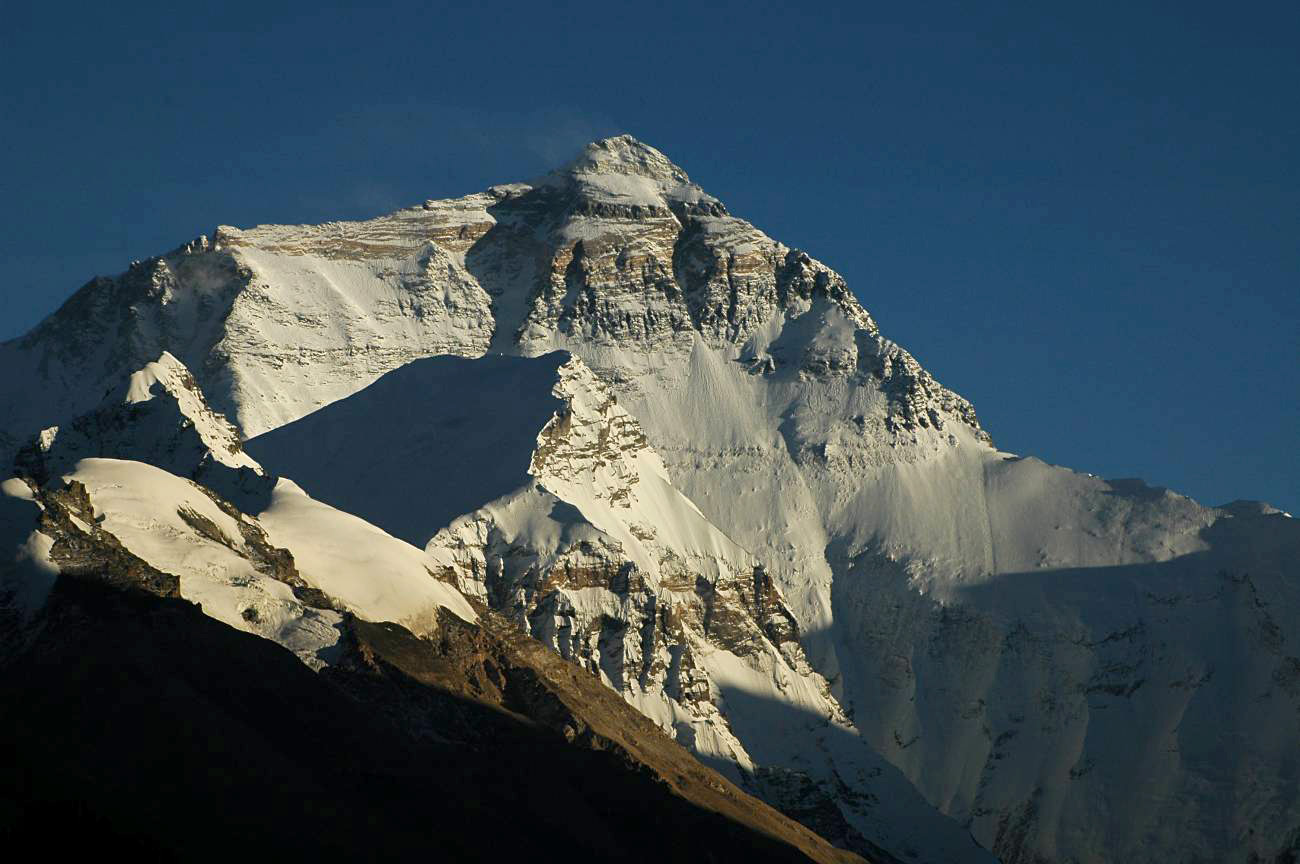
La parete nord dell'Everest

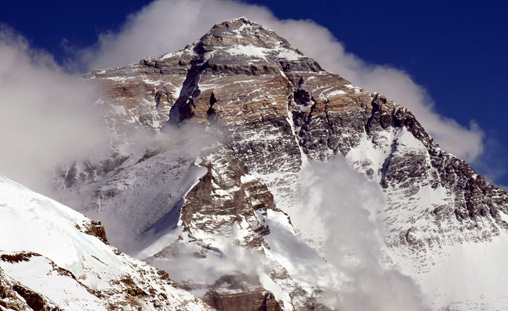
La parte nord, particolare della parte centrale

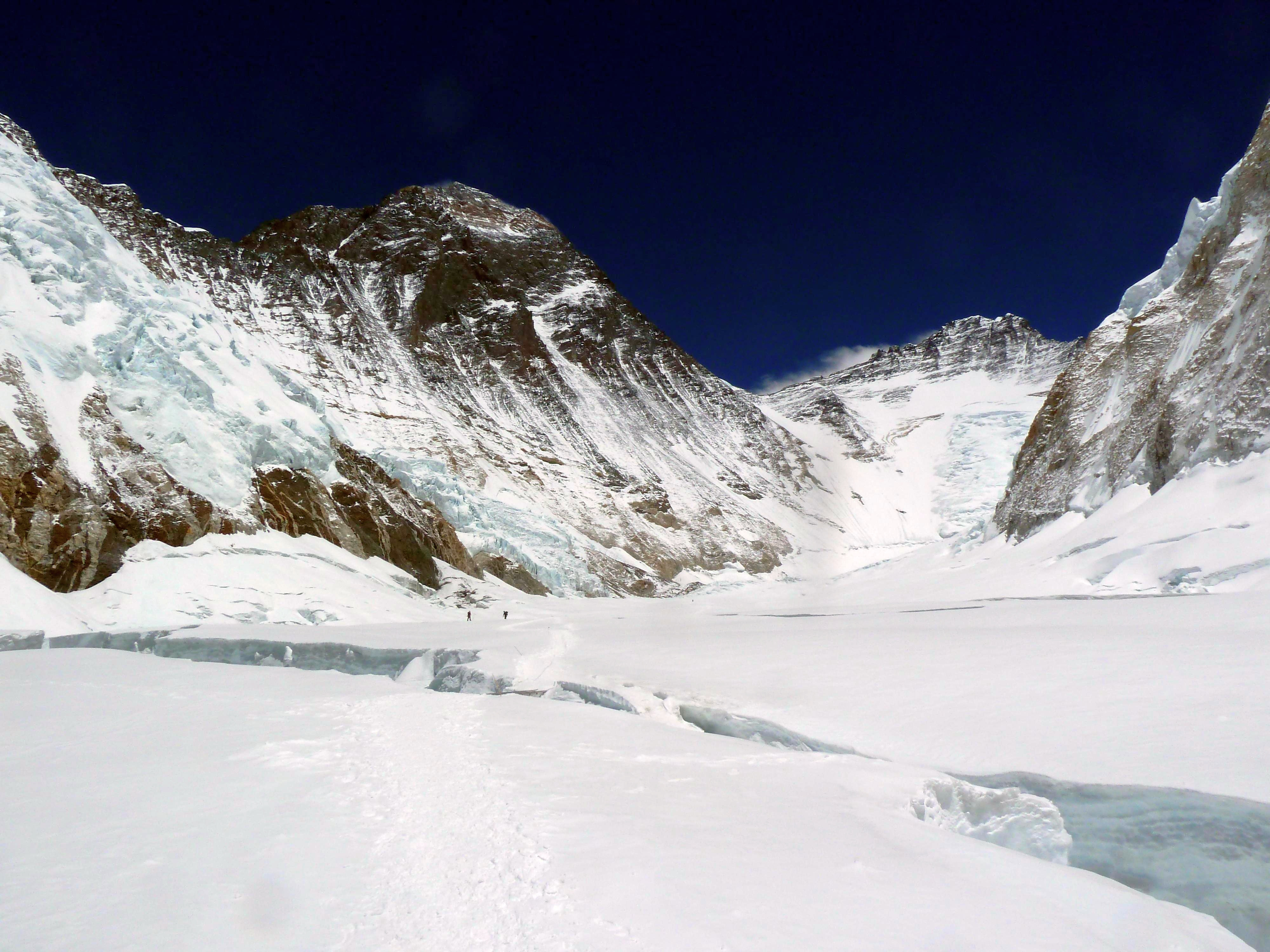
La parete sud-ovest vista dal basso, sullo sfondo il Colle Sud e a destra il Lhotse

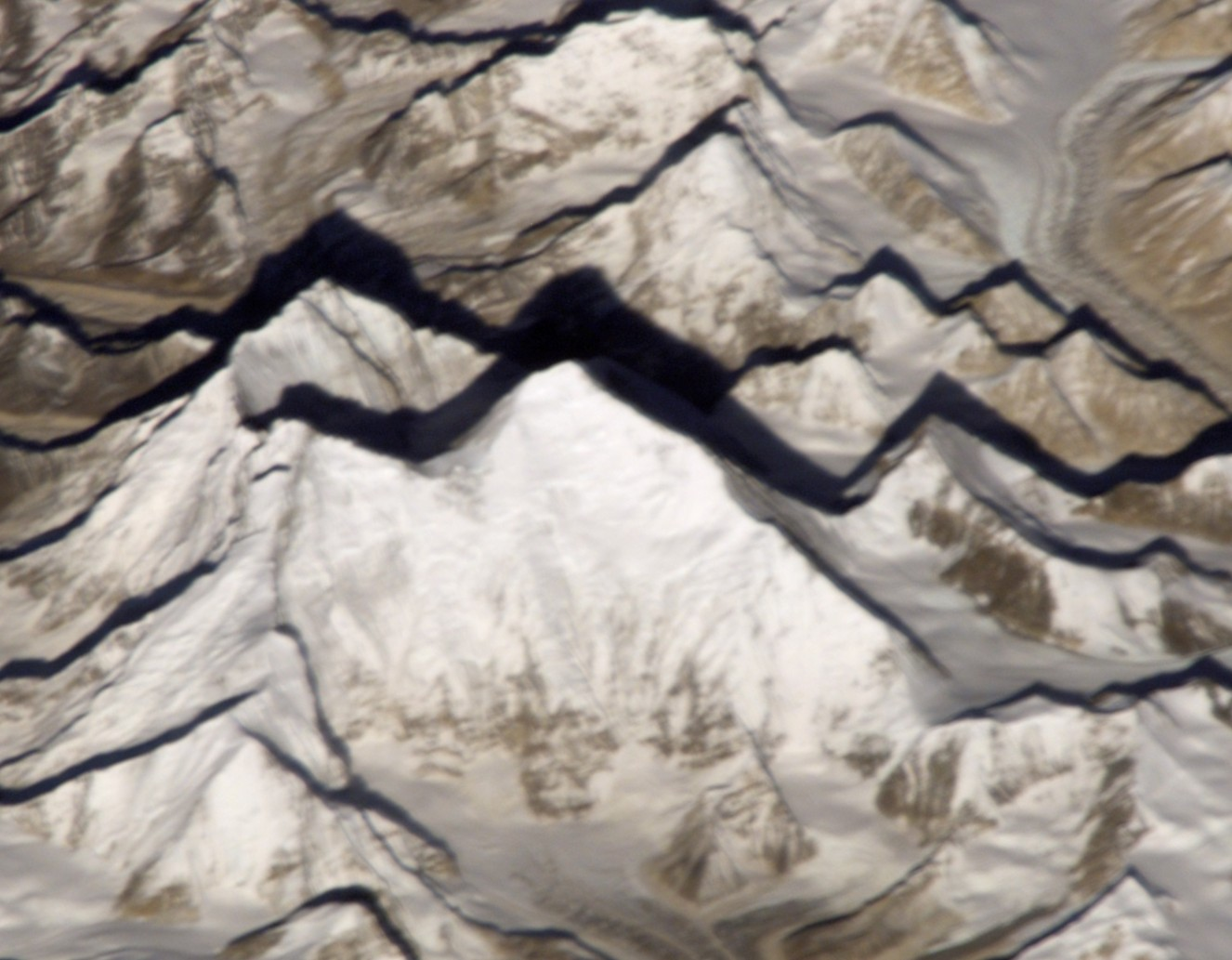
La parete est, o del Kangshung, fotografata dalla Stazione spaziale internazionale

- Cresta ovest e couloir Hornbein - 22 maggio 1963 - prima salita degli statunitensi Tom Hornbein e Willi Unsoeld, la prima ascensione assoluta dell'Everest degli americani. La spedizione contava 19 americani e 32 sherpa, guidati dallo svizzero Norman Dyhrenfurth. Furono impiegate 27 tonnellate di materiale, trasportato al campo base da 909 portatori. Salì l'Everest da due vie: la via dal Colle Sud e la cresta sud-est e la nuova via per la cresta ovest. Passando dalla cresta sud-est, la vetta fu raggiunta il 1º maggio dallo sherpa Nawang Gombu e da Jim Whittaker, che divenne così il primo statunitense a salire in cima all'Everest. Il 22 maggio fu la volta di Barry Bishop e Lute Jerstad, che avevano programmato di incontrarsi con Hornbein e Unsoeld, che giungevano dalla nuova via dalla cresta ovest. Ma non avendo notizie dei due compagni, dopo 45 minuti in vetta Bishop e Jerstad ripresero la discesa. Hornbein e Unsoeld raggiunsero la cima solo alle 18:15. Durante la discesa dalla cresta sud-est si ricongiunsero a Bishop e Jerstad. Proseguirono assieme fino alle 00:30 di notte, quando furono costretti a bivaccare a 8 500 m fino alle 4 del giorno dopo. Il freddo causò loro gravi congelamenti, in particolare ad Unsoeld e Bishop, ai quali furono poi amputate le dita dei piedi.[71][72][73]
- Cresta ovest integrale o via slovena - 13 maggio 1979 - prima salita degli jugoslavi Nejc Zaplotnik e Andrej Stremfelj. La spedizione era composta da 25 membri e guidata da Tone Škarja. Ang Phu era al comando di 19 sherpa e altri addetti. Dalla Jugoslavia furono portate 18 tonnellate di materiale, e 700 portatori si occuparono di trasportarlo al campo base. Il 15 maggio, due giorni dopo l'arrivo in vetta di Zaplotnik e Stremfelj, la cima fu raggiunta anche da Stipe Božić, Stane Belak e Ang Phu. Quest'ultimo perse la vita in seguito a una caduta durante la discesa.[74][75]

#### Parete nord
- Couloir Hornbein diretta - 10 maggio 1980 - prima salita dei giapponesi Tsuneo Shigehiro e Takashi Ozaki. Si tratta di una delle prime spedizioni sul versante tibetano dopo la riapertura del versante nel 1979 ai paesi non comunisti consentita dalla Cina. È la prima a percorrere interamente la parete nord, effettuata in stile himalayano e con utilizzo di ossigeno. La via supera un primo couloir, da allora detto couloir giapponese, che si ricollega al superiore couloir Hornbein, fatto per la prima volta dagli statunitensi Hornbein e Unsoeld nel 1963, che lo raggiunsero traversando dalla cresta ovest.[76] La via ha poche ripetizioni; una delle più famose, per via della velocità, fu quella degli svizzeri Erhard Loretan e Jean Troillet del 1986. L'ascensione avvenne tra il 28 al 30 agosto 1986, in una rapidissima salita durata meno di 48 ore, in stile alpino, senza far uso di ossigeno, slegati e senza tende. Partiti alle 22:00 del 28 agosto, insieme a Pierre Béghin e Sandro Godio, che abbandonarono durante la salita, giunsero in vetta 39 ore dopo, alle 13:00 del 30 agosto. Dopo una pausa di novanta minuti in vetta ridiscesero in cinque ore, scivolando in modo controllato lungo il pendio dove possibile.[77][78]
- Cresta nord e couloir Norton - 20 agosto 1980 - prima salita di Reinhold Messner in solitaria e senza uso di ossigeno. Rappresenta anche la prima ascensione in solitaria assoluta dell'Everest. Messner partì il 29 giugno da Lhasa con l'amica fotografa Nena Hòlguin e con l'aiuto di una spedizione minima giunsero al campo base. Le condizioni della neve non erano adatte alla scalata, quindi si spostò nel Tibet occidentale. Il 18 agosto, partendo dal campo base avanzato, salì fino a circa 7 800 m. Qui trovò troppa neve per proseguire sulla cresta nord e raggiungere la cresta nord-est. Il 19 agosto allora intraprese una traversata della parete fino al couloir Norton, secondo una nuova via che aveva studiato dal campo base. Il 20 agosto raggiunse la vetta alle 15:00.[17]
- Great Couloir - 3 ottobre 1984 - prima salita degli australiani Tim Macartney-Snape e Greg Mortimer.[79]
- Great Couloir - 17 maggio 1991 - prima salita dell'italiano Battistino Bonali e del ceco Leopold Sulovský senza portatori e senza uso di ossigeno, modificando la via degli australiani. La via seguita si sviluppa lungo il Great Couloir (Norton), superato per la prima volta integralmente in quella occasione (fascia rocciosa di 80 metri a 8400 m con difficoltà di 5º grado).[52][80][81][82]
- Couloir nord-nordest - 20 maggio 1996 - prima salita dei russi Valèri Kokhànov, Piòtr Kuznetsòv e Grigòri Semikolènov.[83]
- Parete nord diretta - 30 maggio 2004 - Prima salita dei russi Pàvel (Pasha) Shabalìn, Ilyà Tuhvatùllin e Andrèy Mariev.[84][85]

#### Parete est
- American Buttress - 8 ottobre 1983 - prima salita degli statunitensi Louis Reichardt, Kim Momb e Carlos Buhler.
- Neverest Buttress - 10 maggio 1988 - prima salita di una spedizione internazionale su una nuova via che conduce al Colle Sud dal versante est.[86]

### Discese in sci e snowboard

#### Versante nord
- 24 maggio 1996 - Hans Kammerlander compie la prima discesa con gli sci dalla vetta. Dagli 8 600 ai 7 000 m la discesa è interrotta da tratti senza sci in seguito all'affiorare di rocce. Prima della discesa Kammerlander aveva salito l'Everest dallo stesso versante nord, senza bombole di ossigeno e in solitaria, nel tempo record di 17 ore.[87]
- 2001 - Marco Siffredi compie la prima discesa in snowboard, lungo il couloir Norton. Riuscirá a scendere in snowboard dall'Everest all'età di 23 anni nel 2002.[88]

#### Versante sud
- 6 maggio 1970 - Yūichirō Miura discende in sci una parte del versante sud, dal Colle Sud alla base del Lhotse e utilizza un paracadute per frenare.[89][90]
- settembre 1992 - Pierre Tardivel discende in sci il versante sud dagli 8 760 m della vetta sud.[91]
- 7 ottobre 2000 - Davo Karničar riesce nella prima discesa in sci senza interruzione dalla cima, effettuata per il versante sud in cinque ore.[92]

## Aviazione
- 1933: lady Houston finanzia una formazione di aerei per il sorvolo della vetta.[93]
- 1951: in marzo la pilota tedesca Liesel Bach è la prima donna a sorvolare il massiccio.[94]
- 1988: il 26 settembre alle 16:00 Jean-Marc Boivin decolla con un parapendio dalla vetta e atterra al campo II (6 400 m) dopo una planata di 11 minuti.[95]
- 1991: il 21 ottobre Andy Elson decolla dai laghi di Gokyo in Nepal, con un co-pilota e il cameramen Eric Jones, e sorvola per primo la cima dell'Everest con una mongolfiera, atterrando in Tibet.[96]
- 2001: il 22 maggio Claire Bernier con Zebulon Roche decollano dalla cima con un parapendio biposto e atterrano al campo base avanzato (versante nord) a 6 400 m, dopo 8 minuti di planata.[95]
- 2004: il 24 maggio Angelo D'Arrigo, dopo essere decollato dall'aviosuperficie di Periche in Nepal al traino di un deltaplano a motore (pendolare), effettua il primo sorvolo in deltaplano della cima.[97]
- 2005: il 12 maggio il pilota collaudatore Didier Delsalle decolla dal versante nepalese alla guida di un elicottero Eurocopter AS350 Écureuil B3 di serie e atterra per la prima volta al Colle Sud a 7 925 m. Due giorni dopo, il 14 maggio, Delsalle decolla nuovamente da Lukla e atterra sulla vetta dell'Everest, appoggiando per alcuni minuti i pattini sulla cresta nevosa.[98][99]

## Nella cultura di massa

### Filmografia
- Wings over Mt. Everest Wings Over Everest - 1935 - Diretto da Geoffrey Barkas, Ivor Montagu - 40'
- Mount Everest - 1953 - di	André Roch e Norman Dyhrenfurth - Premio Genziana d'oro al Trento Filmfestival del 1953[100]
- The Man Who Skied Down Everest - 1975 - Diretto da Bruce Nyznik, Lawrence Schiller - 86'
- Everest Unmasked - 1978 - Diretto da Leo Dickinson - 52'
- Everest - Sea to summit - 1993 - di Michael Dillon - Premio Genziana d'oro al Trento Filmfestival del 1993[100]
- Into Thin Air: Death on Everest - 1997 - Diretto da Robert Markowitz - 90'
- Everest - 1998 - Diretto da David Breashears, Stephen Judson, Greg MacGillivray - 44'
- L'Everest à tout prix - 1999 - Diretto da Jean Afanassieff - 52'[101]
- Dispersi sull'Everest - Il mistero di Mallory e Irvine - 2000 - di Peter Firstbrook - 50'[102]
- Everest. Una sfida lunga 50 anni - 2003 - Prodotto da National Geographic[103]
- Flying over Everest - 2004 - Prodotto da SD Cinematografica
- Everest - 2007 - Diretto da Graeme Campbell
- Everest - 2015 diretto da Baltasar Kormákur
- Ascensione - 2017 diretto da Ludovic Bernard
- La vetta degli dei (Le Sommet des dieux), regìa di Patrick Imbert (2021)

### Esplicative
1. ↑  Essendo la vetta del monte Everest il rilievo più alto del mondo sul livello del mare non ha senso, nel suo caso, di parlare d'isolamento topografico in quanto non esiste alcun rilievo alla sua stessa altitudine.

### Bibliografiche
1. ↑  (EN) Nepal and China agree on Mount Everest's height, su news.bbc.co.uk, 8-4-2010. URL consultato il 2-6-2020.
2. ↑   Climbers of Mount Everest, in Who's Who, Oxford University Press, 1º dicembre 2019. URL consultato il 3 luglio 2022.
3. ↑  (EN) Mount Everest, su britannica.com. URL consultato il 10 marzo 2013.
4. ↑  Reynolds, pp. 218-219.
5. ↑   4G LTE SULL'EVEREST, GRAZIE A HUAWEI E CHINA MOBILE, in http://notebookitalia.it/, 8 luglio 2013. URL consultato l'8 luglio 2013.
6. ↑   Giorgio Poretti, Roberto Mandler, 160 anni di misure (PDF), in MontagnaNews, n. 1, 2012,  p. 2. URL consultato l'11 marzo 2013 (archiviato dall'url originale il 25 settembre 2015).
7. ↑   Serafino Ripamonti, Cima dell'Everest per la spedizione K2-2004, su planetmountain.com, 24 maggio 2004. URL consultato il 9 marzo 2013.
8. ↑   Giorgio Poretti, Roberto Mandler, Marco Lipizer, L'altezza delle montagne: una nuova misura di quota del Monte Everest (PDF), 24 maggio 2004. URL consultato l'8 marzo 2013 (archiviato dall'url originale il 1º settembre 2012).
9. ↑  Definite dal New York Times, "le tre parole più celebri nell'alpinismo"
10. ↑  (EN) Manuel Lugli, Himalayan expedition news 2001, su planetmountain.com, 1º aprile 2001. URL consultato l'11 marzo 2013 (archiviato dall'url originale il 4 settembre 2014).
11. ↑   Emanuele Menietti, In cima all'Everest per la prima volta, 70 anni fa, su Il Post, 29 maggio 2023. URL consultato il 30 maggio 2023.
12. ↑   29 maggio 1953: la conquista ufficiale dell’Everest avvenne 69 anni fa, su Geopop. URL consultato il 27 maggio 2022.
13. ↑  Scandellari, pp. 34-36.
14. ↑  (EN) Andrzej Zawada, Mount Everest The First Winter Ascent (PDF), in Alpine Journal, 1984. URL consultato il 12 marzo 2013.
15. ↑  Scandellari, p. 211.
16. ↑  Messner, Sopravvissuto, pp. 73-76.
17. 1 2  Messner, Sopravvissuto, pp. 76-79.
18. ↑  (EN) Mark Moran, Tom Whittaker & Everest: A Disabled Climber Reflects, su classic.mountainzone.com, mountainzone.com. URL consultato il 9 marzo 2013.
19. ↑  (EN) Erik Weihenmayer, Interview, Blind Man Climbs Seven Summits, su climb.mountainzone.com, mountainzone.com. URL consultato il 9 marzo 2013.
20. ↑   Tibet, parte la fiaccola olimpica per l'Everest, su planetmountain.com, 30 aprile 2008. URL consultato l'8 marzo 2013.
21. ↑   La fiaccola arriva sull'Everest Tibetani: dialogo sereno con la Cina, su repubblica.it, 8 maggio 2008. URL consultato l'8 marzo 2013.
22. ↑  (EN) Tom Hornbein, su everesthistory.com. URL consultato il 9 marzo 2013.
23. ↑   Himalaya: Simone Moro compie la traversata dell'Everest da Sud a Nord, su planetmountain.com, 20 maggio 2006. URL consultato il 9 marzo 2013.
24. ↑  (EN) Dan Schwartz, Everest and Lhotse in 21 Hours, su alpinist.com, 19 maggio 2011. URL consultato il 10 marzo 2013.
25. ↑   Simone Moro e Denis Urubku in cima all'Everest, su planetmountain.com, 26 maggio 2000. URL consultato il 9 marzo 2013.
26. ↑   Traversata Lhotse-Everest, su planetmountain.com, 24 maggio 2001. URL consultato il 9 marzo 2013.
27. ↑   Vinicio Stefanello, Everest come Gardaland, intervista a Simone Moro dopo la rinuncia al progetto di salire Everest e Lhotse, su planetmountain.com, 24 maggio 2012. URL consultato il 9 marzo 2013.
28. ↑   Nuptse, Everest e Lhotse per Kenton Cool e Dorje Gylgen Sherpa, su planetmountain.com, 21 maggio 2013. URL consultato il 3 giugno 2013.
29. ↑   Kenton Cool, l'intervista sul suo concatenamento di Nuptse, Everest e Lhotse, su planetmountain.com, 12 giugno 2013. URL consultato il 13 giugno 2013.
30. ↑  (EN) Routes - Everest, su 8000ers.com, 24 settembre 2011. URL consultato l'8 marzo 2013.
31. ↑  (EN) Fatalities - Everest, su 8000ers.com, 6 maggio 2011. URL consultato l'8 marzo 2013.
32. ↑  (EN) The Sherpas of Everest Series: Nawang Gombu Sherpa, su everesthistory.com. URL consultato l'11 marzo 2013.
33. ↑  (EN) Keese Lane, Apa Sherpa Summits Everest 21 Times, su alpinist.com, 11 maggio 2011. URL consultato l'8 marzo 2013.
34. ↑  (EN) Manesh Shrestha, Phurba Tashi climbs Everest for 21st time, equals record, su timesofindia.indiatimes.com, Bennett, Coleman & Co. Ltd, 24 maggio 2013. URL consultato l'8 maggio 2016.
35. ↑   A 13 anni sul tetto del mondo Il più giovane a scalare l'Everest, su repubblica.it, 22 maggio 2010. URL consultato l'8 marzo 2013.
36. ↑  (EN) Himalayan Database Expedition Archives, su himalayandatabase.com. URL consultato l'8 marzo 2013.
37. ↑  (EN) Luke Harding, Teenage girl conquers Everest, 50 years on, su guardian.co.uk, 25 maggio 2003. URL consultato il 9 marzo 2013.
38. ↑   Francesco Tortora, A 18 anni sulle vette dei sette continenti, su corriere.it, 21 maggio 2007. URL consultato il 9 marzo 2013.
39. ↑  (EN) Oldest person to climb Mt Everest (male), su guinnessworldrecords.com. URL consultato il 20 agosto 2013.
40. ↑   Sara Sottocornola, È record: Mr. Miura in vetta all'Everest a 80 anni, su montagna.tv, 23 maggio 2013. URL consultato il 19 agosto 2013.
41. ↑  (EN) Oldest Mt Everest climber: Nepalese man, 76, conquers world's highest peak, su telegraph.co.uk, 24 novembre 2009. URL consultato l'8 marzo 2013.
42. ↑   Silvio Mondinelli, Alpinismo d'alta quota, Hoepli, 2009,  p. 100, ISBN 978-88-203-4395-8.
43. ↑  (EN) Babu Chiri Sherpa, su everestnews.com. URL consultato il 9 marzo 2013.
44. ↑  (EN) Tim Macartney-Snape, su seatosummit.com.au. URL consultato l'11 marzo 2013 (archiviato dall'url originale il 24 settembre 2013).
45. ↑  (EN) Dave Birkland and Craig Welch, Adventurer is killed in fall: Göran Kropp was elite climber, skier, cyclist, su community.seattletimes.nwsource.com, seattletimes.nwsource.com. URL consultato l'11 marzo 2013.
46. ↑   Guido Monzino, in Dizionario biografico degli italiani, Roma, Istituto dell'Enciclopedia Italiana.
47. ↑  AA. VV. La montagna, p. 60.
48. ↑   Mario Fantin, Everest, in Tricolore sulle più alte vette, Club Alpino Italiano, 1975,  pp. 68-70.
49. ↑   Everest: rimosso l'elicottero italiano schiantato a 6100 metri, su montagna.tv, 4 giugno 2009. URL consultato il 13 marzo 2013.
50. ↑   Everest 1973: gli elicotteri di Monzino, su montagna.tv, 4 giugno 2009. URL consultato il 13 marzo 2013.
51. ↑  (EN) Everest 1973 Expedition and the Everest Helicopter!, su everestnews.com. URL consultato il 13 marzo 2013.
52. 1 2   List of successful climbers in chronological order starting from 1953 to 2009 Spring on the summit of Everest., su everestsummiteersassociation.org.
53. ↑   Oreste Forno, grazie montagna, Grafica Sovino, 1994.
54. ↑   Everest: top per Manuela Di Centa!, su planetmountain.com, 23 maggio 2003. URL consultato l'8 marzo 2013.
55. ↑   Andrea Lanfri, sull'Everest senza gambe e con sole tre dita: "I limiti sono soltanto nella nostra mente", su La Gazzetta dello Sport, 14 ottobre 2023. URL consultato il 13 novembre 2023.
56. ↑   guinnessworldrecords.com,  https://guinnessworldrecords.com/world-records/717284-first-multiple-amputee-to-climb-everest-la4-multiple-finger-amputations.
57. ↑  Everest sovraffollato, dieci morti in una settimana a causa dei ritardi per raggiungere la vetta. La Stampa. 25 maggio 2019.
58. ↑  (EN) South Col or Southeast Ridge, su summitpost.org, 14 dicembre 2008. URL consultato il 9 marzo 2013.
59. ↑  http://www.gazzetta.it/Sport-Vari/Alpinismo/16-05-2016/alpinismo-clamoroso-sull-everest-non-c-piu-l-hillary-step-150683223953.shtml?refresh_ce-cp
60. ↑  (EN) Shih Chan-Chun, The conquest of Mount Everest by the chinese mountaineering team (PDF), in Alpine Journal, 1961. URL consultato il 12 marzo 2013.
61. ↑  (EN) Shih Chan-Chun, The conquest of Mount Everest by the chinese mountaineering team, su himalayanclub.org, himalayanclub.prg. URL consultato il 12 marzo 2013.
62. ↑  (EN) Mallory and Irvine The Final Chapter Everest 2005, su everestnews.com. URL consultato il 12 marzo 2013.
63. ↑   Reinhold Messner, Asfalto per far passare la fiaccola olimpica Così seppelliranno la magia dell'Everest, su archiviostorico.gazzetta.it, gazzetta.it, 25 giugno 2007. URL consultato l'8 marzo 2013.
64. ↑  (EN) Kaneshige Ikeda, The northeast ridge of everest, su himalayanclub.org. URL consultato il 12 marzo 2013.
65. ↑  (EN) Peter Boardman e Ronnie Richards, British Everest expedition SW face 1975 (PDF), in Alpine Journal, 1976. URL consultato il 12 marzo 2013.
66. ↑  (EN) 1975: First Britons conquer Everest, su news.bbc.co.uk, bbc.co.uk. URL consultato il 12 marzo 2013.
67. ↑   Roberto Mantovani, Alpinismo in Himalaya, in Rivista della Montagna, n. 41, ottobre 1980,  p. 171.
68. ↑   Roberto Mantovani, Cronaca extraeuropea, in Rivista della Montagna, n. 53, novembre-dicembre 1982,  p. 339.
69. ↑  (EN) 2009: Everest SW face, by C. Pae, su aaj.americanalpineclub.org, americanalpineclub.org. URL consultato il 12 marzo 2013 (archiviato dall'url originale il 2 febbraio 2013).
70. ↑   Mr. Park vince la sudovest dell'Everest, su montagna.tv, 25 maggio 2009. URL consultato il 12 marzo 2013.
71. ↑  (EN) Norman Dyhrenfurth, Americans on Everest, 1963 (PDF), in Alpine Journal, 1963. URL consultato il 12 marzo 2013.
72. ↑  (EN) Cathy Hunter, 1963 Flashback: First Everest Summit by Americans, su news.nationalgeographic.com, nationalgeographic.com, 15 aprile 2003. URL consultato il 12 marzo 2013.
73. ↑  (EN) Barry Bishop, The empty night, su explore.americanalpineclub.org, americanalpineclub.org. URL consultato il 12 marzo 2013 (archiviato dall'url originale il 13 marzo 2013).
74. ↑   Ugo Manera, Informazioni alpinistiche, in Rivista della Montagna, n. 38, febbraio 1980,  p. 236.
75. ↑  (EN) Tone Škarja, The complete west ridge of Everest, in The American Alpine Journal, vol. 54, 1980,  pp. 429-436, ISBN 978-1-933056-33-3. URL consultato il 12 marzo 2013.
76. ↑  (EN) Kenneth Pletcher, The Britannica Guide to Explorers and Explorations That Changed the Modern World, The Rosen Publishing Group, 2009,  p. 256, ISBN 978-1-61530-028-0.
77. ↑   Roberto Mantovani, Carnet d'alpinismo, in Rivista della Montagna, n. 83, febbraio 1987,  p. 15.
78. ↑  (EN) Erhard Loretan, su telegraph.co.uk, 29 aprile 2011. URL consultato il 12 marzo 2013.
79. ↑  (EN) William L. Steffen, An unforgettable face, in Himalayan Dreaming: Australian Mountaineering in the Great Ranges of Asia 1922-1990, ANU E Press, 2010,  pp. 171-181, ISBN 978-1-921666-17-9.
80. ↑   Oreste Forno, grazie montagna, Grafica Sovico, 1994.
81. ↑   Todo Vertical, 1991: Ruta Parcial del Corredor Norton o Ruta debajo del Collado Norte - Corredor Norton, su todovertical.com.
82. ↑   Oreste Forno, Asia, Tibet, Everest, Great Couloir, su publications.americanalpineclub.org.
83. ↑  (EN) Vladimir Shataev, Mount Everest, North-Northeast Face, New Route, vol. 71, 1997,  p. 344, ISBN 978-1-933056-44-9. URL consultato il 12 marzo 2013.
84. ↑  (EN) Mount Everest, North Face direct, su alpinist.com, 1º settembre 2004. URL consultato il 12 marzo 2013.
85. ↑   Parete nord dell'Everest: vetta e via nuova per i russi, su planetmountain.com, 1º giugno 2004. URL consultato il 12 marzo 2013.
86. ↑  (EN) Stephen Venables, Everest Kangshung Face - First Ascent of the Neverest Buttress (PDF), in Alpine Journal, 1989. URL consultato il 12 marzo 2013.
87. ↑   Il magico viaggio di Hans giù dall'everest con gli sci, su ricerca.repubblica.it, repubblica.it, 25 maggio 1996. URL consultato l'8 marzo 2013.
88. ↑   Bertrand Delapierre, Everest, per Siffredi discesa in snowboard del Couloir Norton, su planetmountain.com, 28 maggio 2001. URL consultato l'8 marzo 2013.
89. ↑  (EN) Anita Verschoth, A Plucky Japanese Skis Down The Face Of Everest And Wins An Oscar, su sportsillustrated.cnn.com, cnn.com, 19 aprile 1976. URL consultato il 20 agosto 2013 (archiviato dall'url originale il 18 marzo 2014).
90. ↑  (EN) Everest facts, su everestnews.com. URL consultato l'8 marzo 2013.
91. ↑  (EN) La Clusaz: A day with the man who skied Everest, su telegraph.co.uk, 7 febbraio 1998. URL consultato l'8 marzo 2013 (archiviato dall'url originale il 26 aprile 2012).
92. ↑   Everest, versante Sud, la discesa con gli sci di Davo Karnicar, su planetmountain.com, 11 ottobre 2000. URL consultato il 27 ottobre 2012.
93. ↑  (EN) Aeroplane expeditions to Everest, su flymicro.com. URL consultato il 9 marzo 2013.
94. ↑  (DE) Berühmte Fliegerinnen – Liesel Bach: zum Fliegen geboren, su cockpit.aero. URL consultato l'11 febbraio 2021.
95. 1 2  (EN) Hang glider and Paraglider expeditions to Everest, su flymicro.com. URL consultato il 9 marzo 2013.
96. ↑   The first Balloon Flight Over Everest 1991, su andyelson.com. URL consultato il 9 marzo 2013.
97. ↑   Maurizio Crosetti, Sull'Everest col deltaplano D'Arrigo ce la fa, su ricerca.repubblica.it, repubblica.it, 25 maggio 2004. URL consultato il 9 marzo 2013.
98. ↑  (EN) First Helicopter Landing on Everest's Summit, su nationalgeographic.com. URL consultato il 9 marzo 2013.
99. ↑  (EN) World Première: A Eurocopter single-engine serial Ecureuil/AStar AS350 B3 lands on the TOP of the world., su eurocopter.com, 24 maggio 2005. URL consultato il 9 marzo 2013 (archiviato dall'url originale il 29 luglio 2013).
100. 1 2   Hall of fame, su trentofestival.it. URL consultato il 13 marzo 2013 (archiviato dall'url originale il 15 novembre 2008).
101. ↑   L'Everest à tout prix, su planetmountain.com. URL consultato il 13 marzo 2013.
102. ↑   Dispersi sull'Everest, su planetmountain.com. URL consultato il 13 marzo 2013.
103. ↑   Everest. Una sfida lunga 50 anni, su books.google.it. URL consultato il 13 marzo 2013.